# Список померлих 1988 року
Це список значимих людей, що померли 1988 року, упорядкований за датою смерті.

## Січень

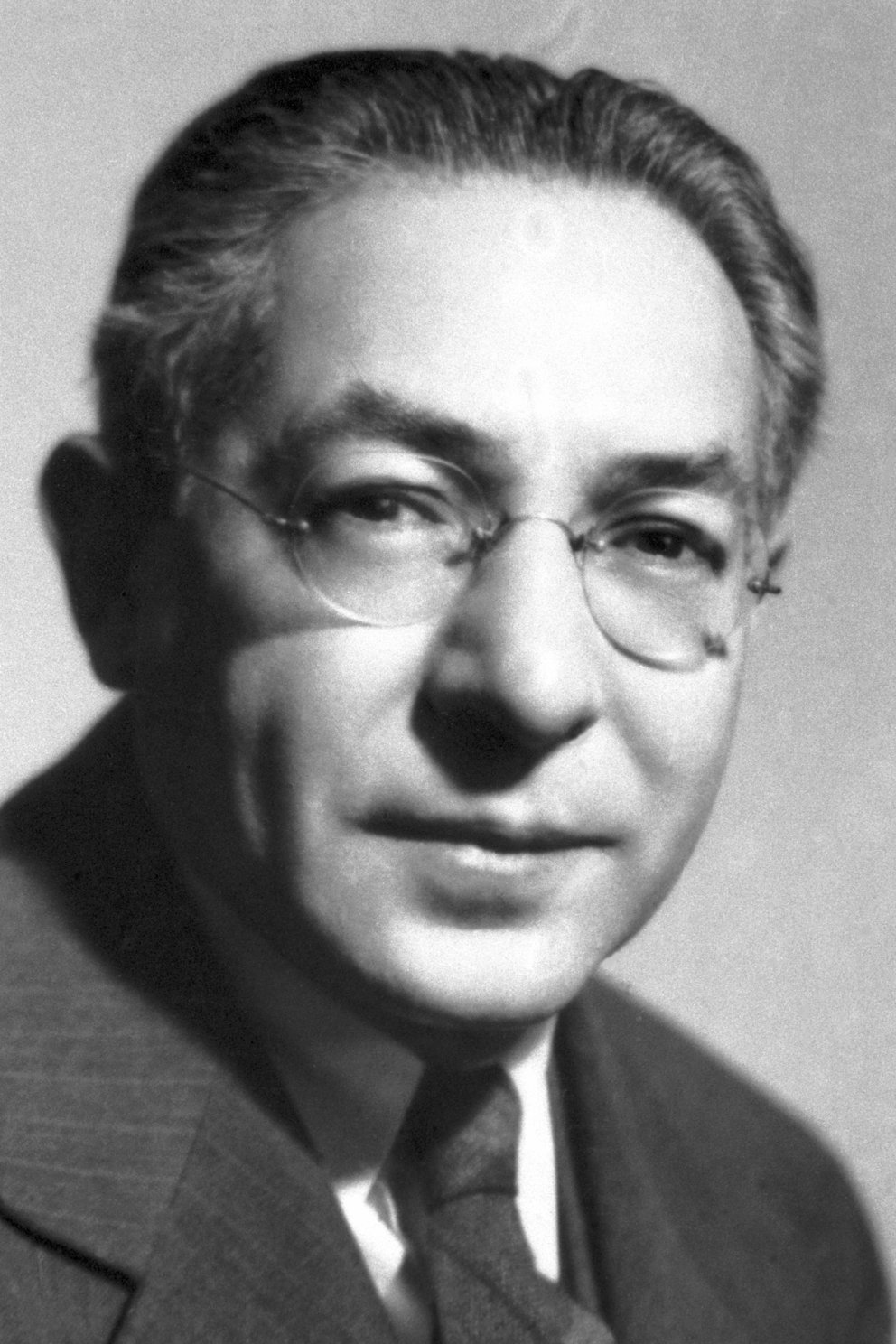
Ісидор Рабі
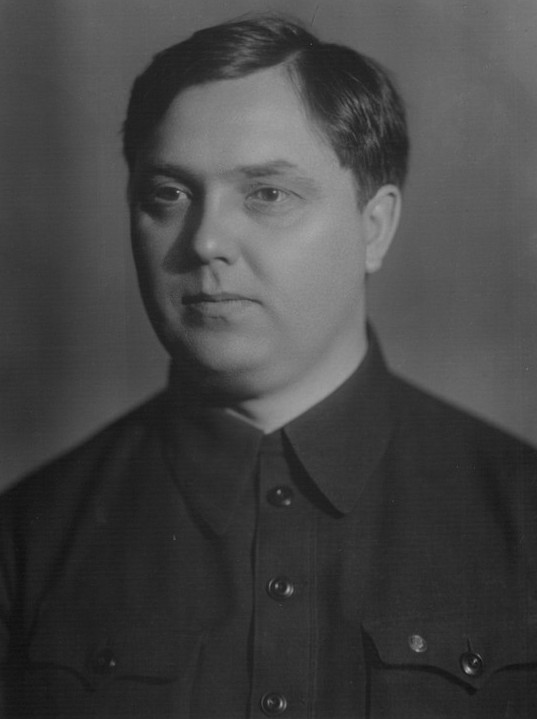
Георгій Маленков
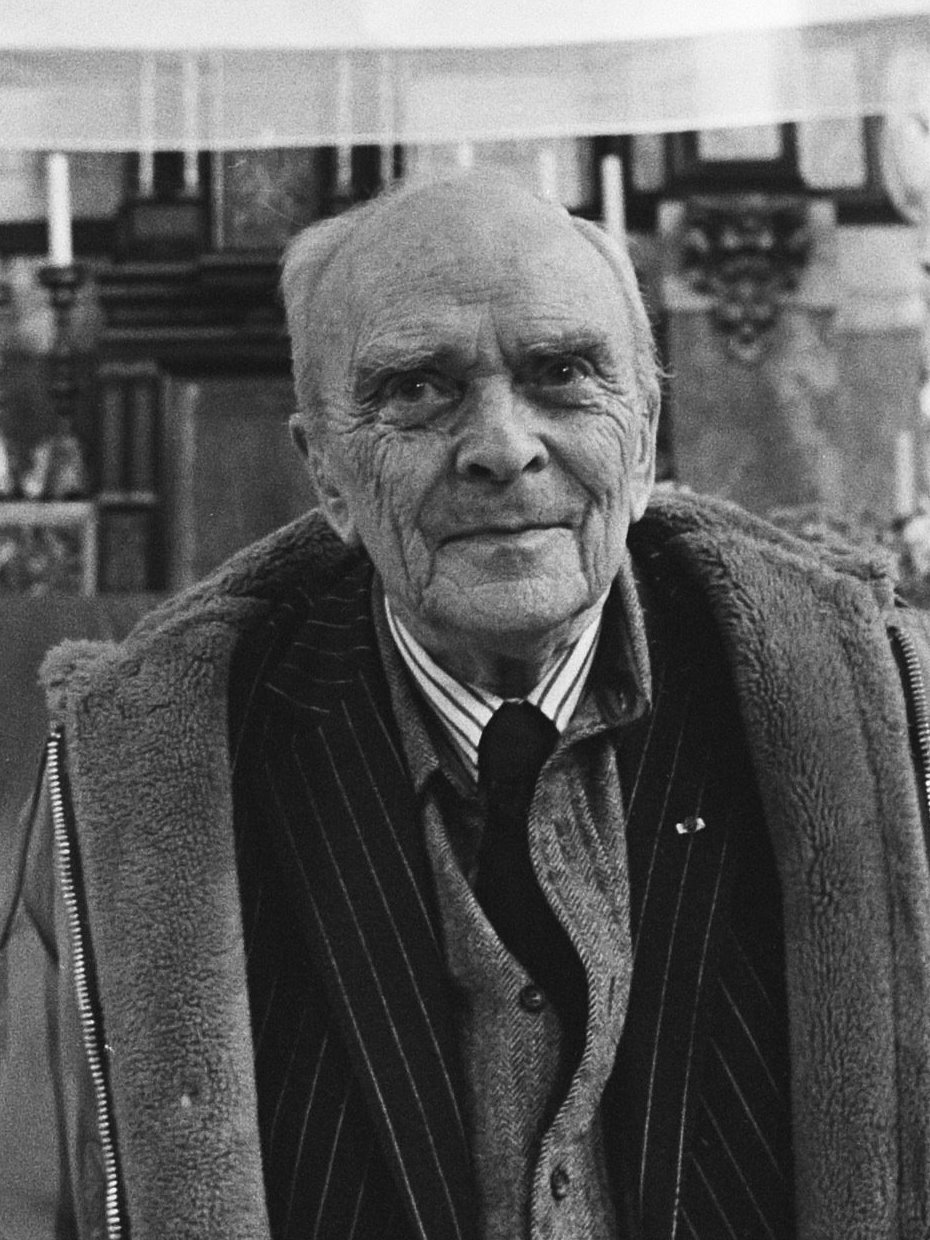
Шон Макбрайд
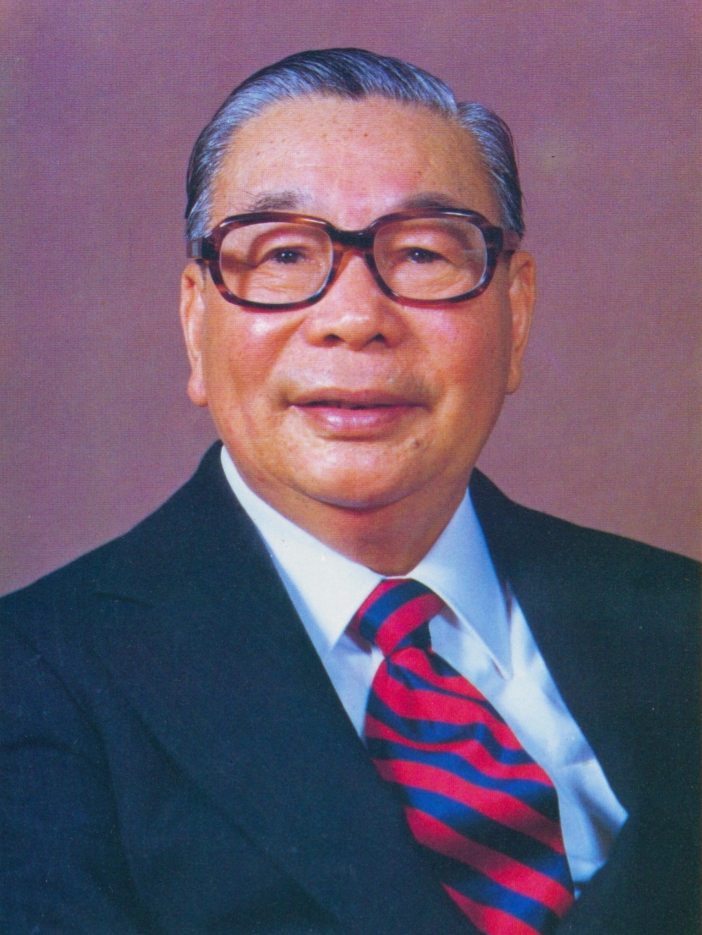
Цзян Цзін-го
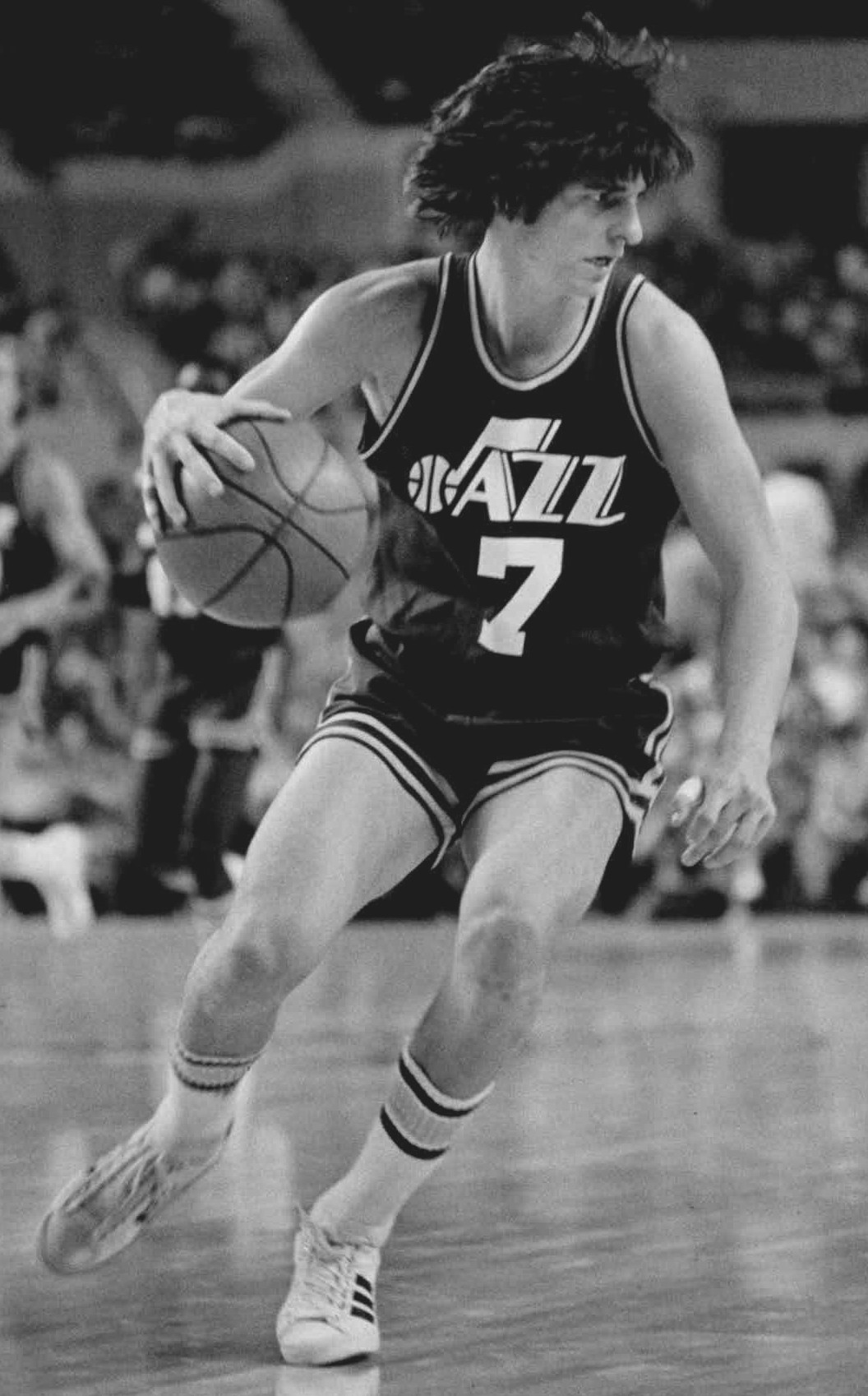
Піт Маравіч
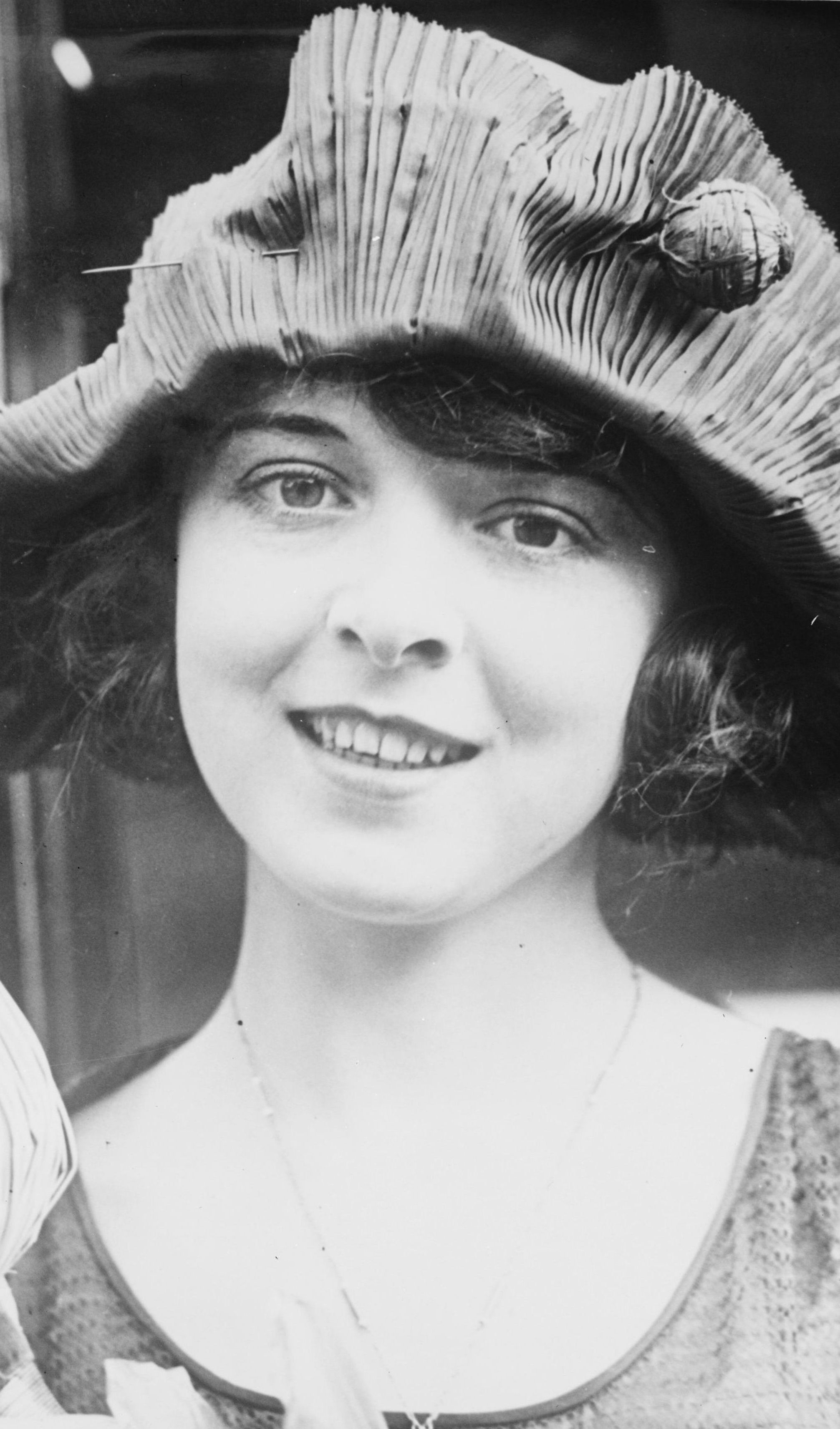
Коллін Мур

1 січня — Сато Хіроакі, японський футболіст (*1932)
1 січня — Анвар Хусейн, індійський актор і продюсер (*1925)
1 січня — Рольф Престхус, норвезький юрист і політик (*1936)
2 січня — Лія Дзопеллі, італійська акторка (*1920)
2 січня — Варадараджан Мудаляр, індійський кримінальний авторитет (*1926)
2 січня — Дада Бхаґван, індійський духовний лідер (*1908)
3 січня — Гастон Ейскенс, прем'єр-міністр Бельгії у 1949—1950, 1958—1961 та 1968—1973 роках (*1905)
3 січня — Мурзаєва Ірина Всеволодівна, радянська російська акторка (*1906)
3 січня — Роза Ауслендер, німецько-австрійська поетеса єврейського походження (*1901)
3 січня — Франц Муксенедер, німецький народний актор австрійського походження (*1920)
3 січня — Чень Бічен, китайсько-тайський підприємець, банкір (*1908)
4 січня — Фрідріх Йолофф, німецький актор (*1908)
4 січня — Хенфіл, бразильський карикатурист, художник коміксів, журналіст і письменник (*1944)
5 січня — Піт Маравіч, американський баскетболіст (*1947)
5 січня — Гуннар Енгеллау, шведський бізнесмен (*1907)
7 січня — Мішель Оклер, французький актор сербського походження (*1922)
7 січня — Тревор Говард, британський актор (*1913)
7 січня — Мілан Срдоч, югославський сербський кіноактор (*1920)
7 січня — Пол Мерсі, французько-швейцарський актор (*1923)
8 січня — Дуйгу Айкал, турецька балерина і хореограф (*1943)
8 січня — Салеха Абід Хусейн, індійський письменник і драматург мовою урду (*1913)
8 січня — Сергєєв Микола Васильович, радянський актор театру і кіно (*1894)
9 січня — Вольфганг Янсен, німецький актор (*1938)
9 січня — Гомбло, індонезійський співак і автор пісень (*1948)
9 січня — Джукічі Уно, японський актор, режисер (*1914)
11 січня — Ісидор Рабі, американський фізик, лауреат Нобелівської премії з фізики 1944 (*1898)
11 січня — Пеппі Бойінгтон, американський бойовий пілот, який був винищувачем Корпусу морської піхоти США під час Другої світової війни (*1912)
12 січня — П'єро Таруффі, італійський мотогонщик і автогонщик, пілот Формули-1 (*1906)
12 січня — Піаррес Ларцабаль, баскський письменник (*1915)
12 січня — Суніті Чоудхурі, революціонерка антибританського руху за незалежність на Індійському субконтиненті (*1917)
13 січня — Цзян Цзін-го, прем'єр-міністр Республіки Китай (1972—1978), президент Республіки Китай (1978—1988) (*1910)
14 січня — Маленков Георгій Максиміліанович, радянський державний і партійний діяч, соратник Йосипа Сталіна, голова Ради Міністрів СРСР (1953—1955) (*1902)
15 січня — Шон Макбрайд, ірландський політик, Нобелівська премія миру 1974 (*1904)
16 січня — Харчук Борис Микитович, український радянський письменник (*1931)
16 січня — Андрія Артукович, усташський політик і міністр в уряді Незалежної Держави Хорватії (*1899)
16 січня — Баллард Берклі, англійський актор (*1904)
16 січня — Лакшмі Кант Джа, індійський державний службовець (*1913)
17 січня — Ліла Мішра, індійська акторка (*1908)
19 січня — Михасевич Геннадій Модестович, радянський серійний вбивця (*1947)
19 січня — Мравінський Євген Олександрович, російський радянський диригент, піаніст, музичний педагог (*1903)
20 січня — Абдул Гаффар Хан, індійський борець за незалежність (*1890)
20 січня — Пауль Ессер, німецький актор театру та кіно та актор озвучування (*1913)
21 січня — Зеев Вільнай, ізраїльський географ та історик (*1900)
21 січня — Пітер Марія Фам Нгок Чі, в'єтнамський римо-католицький єпископ (*1909)
24 січня — Арнальдо душ Рейс Араухо, індонезійський політик, перший губернатор Східного Тимору (1976—1978) (*1913)
25 січня — Коллін Мур, американська акторка німого кіно (*1899)
25 січня — Карлос Мауро Хойос, колумбійський конституційний юрист і політик (*1939)
26 січня — Раймонд Вільямс, британський вельський письменник, теоретик культури і літератури, неомарксист (*1921)
26 січня — Яп Тджван Бінг, індонезійський політик (*1910)
27 січня — Ле Ван Нгієм, в'єтнамський генерал (*1912)
28 січня — Еміль Юліус Клаус Фукс, німецький фізик-теоретик і атомний шпигун, який постачав інформацію з Мангеттенського проєкту до Радянського Союзу (*1911)
29 січня — Рогір ван Оттерлоо, нідерландський композитор, аранжувальник, піаніст і диригент (*1941)
29 січня — Сет Неддермайер, американський фізик, який відкрив мюон та працював над Мангеттенським проєктом (*1907)
29 січня — Хасан Аль-Імам, єгипетський режисер (*1919)
31 січня — Агоес Соебекті, індонезійський військовик (*1920)
31 січня — Коррі Вонк, нідерландська зірка ревю та артистка кабаре (*1901)

## Лютий

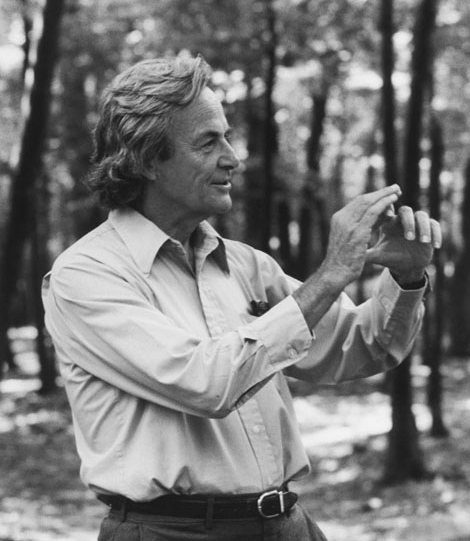
Річард Фейнман
Андре Фредерік Курнан
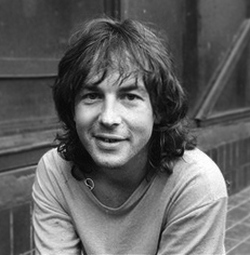
Олександр Башлачов

1 лютого — Баналата Сен, діяч антибританського руху за незалежність Індійського субконтиненту (*1915)
1 лютого — Едді Таунсенд, американський професійний тренер з боксу (*1914)
1 лютого — Марсель Бозуффі, французький актор (*1929)
1 лютого — Райндер Зволсман, нідерландський бізнесмен (*1912)
1 лютого — Хізер О'Рурк, американська дитина-акторка (*1975)
2 лютого — Камрул Хасан, бангладешський художник (*1921)
3 лютого — Й.Х. Моесман, голландський художник-сюрреаліст, каліграф, типограф і дизайнер шрифтів (*1909)
5 лютого — Емерик Прессбургер, британський сценарист, кінорежисер і кінопродюсер угорського походження (*1902)
6 лютого — Жоао Агріпіно, бразильський адвокат, прокурор, бізнесмен і політик (*1914)
6 лютого — Звонімір Рогоз, югославський актор театру і кіно, режисер (*1887)
6 лютого — Кармен Поло, іспанська аристократка, дружина Франциско Франко (*1900)
6 лютого — Рафі Нельсон, ізраїльський продюсер і діяч богеми (*1930)
6 лютого — Юн Йон Сон, корейський бізнесмен і політик японського колоніального періоду (*1896)
8 лютого — Ганс Крюгер, німецький сільськогосподарський інспектор, гауптштурмфюрер СС, відомий своїми наказами про масові розстріли у Східній Галичині (*1909)
8 лютого — П'єтро Аркарі, італійський футболіст (*1909)
10 лютого — Абдул Мохсен бін Абдулла бін Джалаві Аль Сауд, саудівський принц, двоюрідний брат короля Абдель-Азіза (*1926)
10 лютого — Хая Мушка Шнеерсон, дочка рабина Йосефа Іцхака Шнеерсона і дружина рабина Менахема Менделя Шнеерсона (*1901)
11 лютого — Меріон Кроуфорд, шотландська вихователька та гувернантка принцеси Маргарет і принцеси Єлизавети (майбутньої королеви Єлизавети II) (*1909)
12 лютого — Фернандо Фарінья, португальський співак фаду (*1928)
13 лютого — Радамес Гнатталі, бразильський аранжувальник, композитор і піаніст (*1906)
13 лютого — Тім Грік, нідерландський музикант і музичний продюсер (*1944)
14 лютого — Фредерік Лоу, американський композитор австро-німецького походження (*1901)
14 лютого — Алісія Муньїс, уругвайська модель та акторка (*1955)
15 лютого — Річард Фейнман, американський фізик, один з творців квантової електродинаміки, лауреат Нобелівської премії з фізики 1965 (*1918)
15 лютого — Ахмад Бакрі, індонезійський бізнесмен (*1916)
16 лютого — Є Шентао, китайський письменник, педагог і видавець (*1894)
17 лютого — Башлачов Олександр Миколайович, радянський поет, музикант, автор та виконавець пісень (*1960)
17 лютого — Ален Саварі, французький політик (*1918)
17 лютого — Вейо Пасанен, фінський актор і режисер (*1930)
17 лютого — Джон М. Аллегро, англійський археолог і дослідник сувоїв Мертвого моря (*1923)
17 лютого — Карпурі Тхакур, індійський політик (*1924)
19 лютого — Андре Фредерік Курнан, американський лікар і фізіолог французького походження, Нобелівська премія з фізіології або медицини 1956 (*1895)
19 лютого — Рене Шар, французький поет (*1907)
19 лютого — Ерік Страйкер, американський гей-порноактор (*1954)
21 лютого — Ігнатова Кюнна Миколаївна, радянська акторка театру та кіно (*1934)
21 лютого — Корнеліс ван Естерен, нідерландський архітектор і містобудівник (*1897)
21 лютого — Сурейя Дуру, турецький кінорежисер і продюсер (*1930)
23 лютого — Каракіс Йосип Юлійович, український радянський архітектор, містобудівник, художник і педагог (*1902)
23 лютого — Мечислав Мілецький, польський актор, солдат Армії Крайової (*1907)
24 лютого — Блюма Зейгарнік, радянська психологиня литовського походження (*1900)
24 лютого — Мамду Салем, прем'єр-міністр Єгипту (1975—1978) (*1918)
24 лютого — Мемфіс Слім, американський блюзовий піаніст, співак і композитор (*1915)
24 лютого — Сусуму Ітая, японський гравець у сьоґі (*1940)
26 лютого — Богдан-Іван Кордюк, крайовий провідник ОУН на західноукраїнських землях (1932—1933) (*1908)
26 лютого — Кан Мун Бонг, південнокорейський військовий, дипломат, політик, професор університету (*1923)
28 лютого — Нуайме Михайло, ліванський поет, прозаїк і філософ (*1889)
лютий — Сиріл Джексон, південноафриканський астроном (*1903)

## Березень

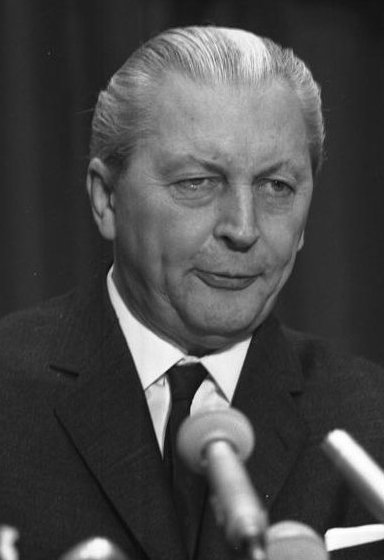
Курт Георг Кізінгер
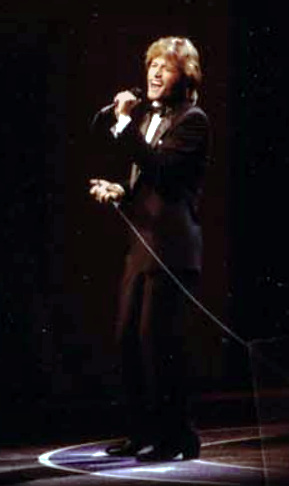
Енді Ґібб
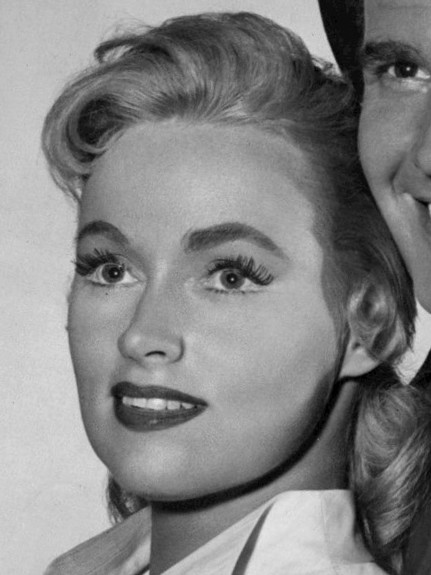
Карен Стіл

1 березня — Джо Бессер, американський актор, комік і музикант (*1907)
1 березня — Жан Ле Пулен, французький актор і режисер (*1924)
1 березня — Йоші Като, японський актор (*1913)
1 березня — Сохан Лал Двіведі, індійський поет мовою гінді (*1906)
2 березня — Медведєв Володимир Олександрович, російський актор (*1929)
2 березня — Ріна Форт, італійська злочинниця (*1915)
3 березня — Генрик Шерінг, польський і мексиканський скрипаль-віртуоз єврейського походження (*1918)
3 березня — Лоїс Вілсон, американська акторка (*1894)
3 березня — Махендра Сінгх Рандхава, індійський історик, ботанік, державний службовець, письменник і популяризатор мистецтва та культури (*1909)
3 березня — Сьюелл Райт, американський генетик (*1889)
5 березня — Любезнов Іван Олександрович, російський актор (*1909)
5 березня — Сантош Датт, бенгальський актор (*1925)
5 березня — Цузуру Наказато, японська письменниця, акторка та співачка (*1951)
6 березня — Мехрі Ахі, іранський перекладач російської літератури (*1922)
7 березня — Дівайн, американський актор, співак і дреґ-королева (*1945)
8 березня — Амар Сінгх Чамкіла, індійський співак і музикант пенджабської музики (*1960)
9 березня — Курт Георг Кізінгер, федеральний канцлер ФРН (1966—1969) (*1904)
9 березня — Даніель Варсано, французький піаніст (*1953)
9 березня — Тедді Шанк, нідерландська акторка (*1921)
10 березня — Фам Хунг, голова Ради міністрів В'єтнаму (1987—1988) (*1912)
10 березня — Абдул Халік, пакистанський спринтер і військовий офіцер (*1933)
10 березня — Г'ю Ліндсей, екверрі королеви Єлизавети II (*1953)
10 березня — Енді Ґібб, англо-австралійський співак і автор пісень (*1958)
10 березня — Людек Некуда, чеський музикант-трубач, співак, теле- та радіоведучий, артист, автор текстів, сценарист і драматург (*1942)
11 березня — Генріх Ойфінгер, німецький гінеколог і лікар СС (*1894)
11 березня — Хуршид Хасан Хуршид, пакистанський політичний активіст кашмірського походження (*1924)
12 березня — Карен Стіл, американська акторка і модель (*1931)
12 березня — Ромар Берден, американський художник, письменник і автор пісень (*1911)
12 березня — Самареш Бозе, індійський бенгальський письменник (*1924)
13 березня — Джон Голмс, американський порноактор (*1944)
13 березня — Стено, італійський сценарист і режисер-комедіограф (*1917)
13 березня — Інгве Екстрем, шведський дизайнер меблів, різьбяр по дереву, скульптор і архітектор (*1913)
13 березня — Лай Нін, китайський хлопчик, що загинув під час гасіння пожежі (*1973)
13 березня — Сеес Гроот, нідерландський футболіст (*1932)
13 березня — Хосеп Карнер і Рібальта, каталонський письменник і політик-націоналіст (*1898)
14 березня — Абдул Латіф Аль-Ганім, кувейтський політик (*1912)
14 березня — Чіко Маріо, бразильський композитор і гітарист (*1948)
15 березня — Поляков Дмитро Федорович, радянський розвідник і військовий педагог, генерал-майор ГРУ, таємний агент американської розвідки (*1921)
16 березня — Арільд Гамсун, норвезький письменник (*1914)
16 березня — Еріх Пробст, австрійський футболіст (*1927)
16 березня — Ден Леннер, ізраїльський військовик (*1922)
16 березня — Міккі Томпсон, американський автогонщик і промоутер (*1928)
17 березня — Тан Сів Сін, малайзійський політик (*1916)
19 березня — Бережний Василь Павлович, український радянський письменник і журналіст (*1918)
19 березня — Ле Куанг Ба, генерал-майор Народної армії В'єтнаму, учасник Першої індокитайської війни (*1915)
19 березня — Шень Чжі, тайванська письменниця і композиторка (*1928)
20 березня — Ахілбандху Гош, бенгальський музикант (*1920)
20 березня — Гіл Еванс, канадсько-американський джазовий піаніст, аранжувальник, композитор і керівник оркестру (*1912)
21 березня — Мона Зільберштейн, ізраїльська кіноактриса та модель (*1948)
22 березня — Гаррі Карлссон, шведський будівельник (*1903)
22 березня — Гудмунд Харлем, норвезький лікар, професор і політик (*1917)
23 березня — Пааш, пенджабський поет і революціонер (*1950)
23 березня — Хеліо Пеллегріно, бразильський психоаналітик, письменник і поет (*1924)
24 березня — Турхан Фейзіоглу, турецький професор права, юрист, вчений і політик (*1922)
25 березня — Гальперін Петро Якович, радянський психолог (*1902)
26 березня — Мігель Абуело, аргентинський музикант, поет і співак (*1946)
26 березня — Ян-Ерік Гарланд, шведський спортивний журналіст і карикатурист (*1905)
27 березня — Ренато Сальваторі, італійський актор (*1933)
27 березня — Жоан Пелегрі і Партегас, каталонський лікар, історик і педагог (*1910)
28 березня — Ян Блазер, нідерландський комік, актор і автор пісень (*1922)
29 березня — Жак Санті, французький актор і режисер (*1939)
30 березня — Едгар Фор, прем'єр-міністр Франції в 1952 році та між 1955 і 1956 рр. (*1908)
31 березня — Вільям Мак-Магон, прем'єр-міністр Австралії (1971—1972) (*1908)

## Квітень

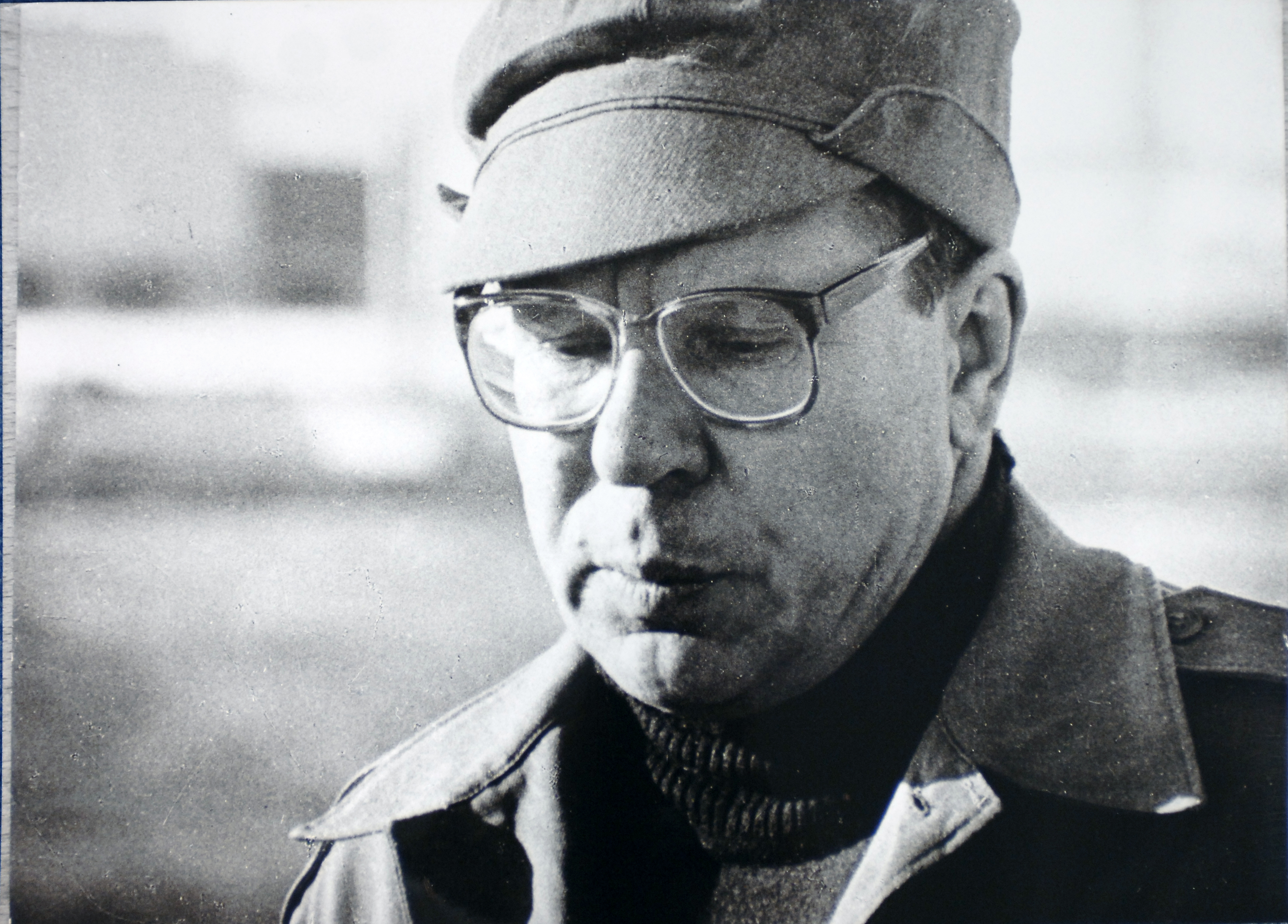
Валерій Легасов
Кліффорд Сімак

1 квітня — Ейпріл Тінслі, американська дівчинка, жертва резонансного злочину (*1980)
1 квітня — Дао Дуй Ань, в'єтнамський історик, географ, лексикограф, лінгвіст, дослідник культури, релігії та народної літератури (*1904)
3 квітня — Вішну Шрідхар Ваканкар, індійський археолог (*1919)
3 квітня — Лі Ман Фонг, індонезійський художник китайського походження (*1913)
3 квітня — Нужат Юніс, ліванська артистка (*1937)
4 квітня — Кай Еванс, датсько-американський джазовий виконавець (*1906)
5 квітня — Альф К'єллін, шведський актор, сценарист і режисер (*1920)
5 квітня — Музаффар Фіруз, іранський державний діяч (*1906)
6 квітня — Хамдія Поздерац, учасник Національно-визвольної боротьби народів Югославії, громадсько-політичний діяч СР Боснії і Герцеговини та СФР Югославії (*1924)
8 квітня — Владіміров Борис Павлович, радянський актор театру і кіно, артист естради (*1932)
9 квітня — Григор'єв Сергій Олексійович, український радянський художник і педагог (*1910)
9 квітня — Брук Бентон, американський співак і автор пісень (*1931)
9 квітня — Шевкет Радо, турецький журналіст, письменник, видавець (*1913)
10 квітня — Влодзімєж Борунський, польський актор, режисер, поет, сатирик і перекладач єврейського походження (*1906)
10 квітня — Хакан Аббасі, пакистанський військовий діяч і політик (*н/д)
11 квітня — Джефф Доннелл, американська акторка (*1921)
12 квітня — Алан Патон, південноафриканський письменник і борець проти апартеїду (*1903)
13 квітня — Броневицький Олександр Олександрович, радянський композитор, хоровий диригент, перший чоловік Едіти П'єхи (*1931)
14 квітня — Даніель Жерен, французький письменник-лібертаріанець-комуніст (*1904)
14 квітня — Джон Стоунхаус, британський політик (*1925)
15 квітня — Габріель Парра, чилійський музикант (*1947)
15 квітня — Кеннет Вільямс, британський актор і комік (*1926)
15 квітня — Марія Ульфа Сантосо, індонезійська юристка і політикиня (*1911)
16 квітня — Єгоров Юрій Олександрович, радянський та нідерландський піаніст (*1954)
16 квітня — Абдул Салам Гарун, арабський вчений і письменник, єгипетський дослідник (*1909)
16 квітня — Жак де Кадт, нідерландський журналіст, публіцист і політик (*1897)
16 квітня — Канзабуро Накамура (17 покоління), японський актор кабукі (*1909)
16 квітня — Халіл Аль-Вазір, палестинський біженець, політик і військовий, одний із засновників руху ФАТХ (*1935)
16 квітня — Харуо Каноуті, японський бізнесмен (*1945)
17 квітня — Луїза Невельсон, американська скульпторка, художниця, граверка українського походження (*1899)
17 квітня — Ентоні Ґаджі, американський мафіозі у злочинній сім'ї Гамбіно (*1925)
17 квітня — Лінда Батіста, бразильська співачка та авторка пісень (*1919)
18 квітня — Антонін Пуч, чехословацький футболіст (*1907)
18 квітня — Антон Соед'ярво, індонезійський поліцейський (*1930)
18 квітня — Октай Ріфат, турецький поет, драматург і прозаїк (*1914)
18 квітня — П'єр Депрож, французький комік (*1939)
19 квітня — Йонаш Кофта, польський поет, драматург, сатирик, співак і художник (*1942)
19 квітня — Квон Кі-ок, борчиня за незалежність Південної Кореї (*1901)
19 квітня — Маріо Андреацца, бразильський військовий і політик (*1918)
21 квітня — Анджей Чабанський, польський вбивця, останній страчений у Польщі (*1959)
21 квітня — Чжоу Тяньван, тайванський поет-пісняр (*1911)
22 квітня — Марія Луїза Секо, іспанська телеведуча (*1948)
23 квітня — Ейтаро Одзава, японський актор і режисер (*1909)
24 квітня — Ключко Анна Іванівна, українська письменниця, мемуаристка, публіцистка, донька Івана Франка (*1892)
25 квітня — Валері Соланас, американська феміністка, письменниця, драматургиня, акторка та кінорежисерка (*1936)
25 квітня — Кліффорд Сімак, американський письменник-фантаст (*1904)
25 квітня — Лижія Кларк, бразильська художниця і скульпторка (*1920)
25 квітня — Каролін Франклін, американська співачка і авторка пісень, молодша сестра американської співачки Арети Франклін (*1944)
26 квітня — Гільєрмо Аро, мексиканський астроном (*1913)
26 квітня — Легасов Валерій Олексійович, радянський вчений-хімік, один із керівників державної комісії з ліквідації наслідків катастрофи на ЧАЕС (*1936)
27 квітня — Девід Скарборо, англійський актор (*1968)
28 квітня — Акоп Акопян, вірменський засновник організації АСАЛА (*1951)
28 квітня — Ґерд Мартієнзен, бельгійсько-німецький актор і актор озвучування (*1918)
29 квітня — Глухий Володимир Йосипович, український радянський актор (*1938)
30 квітня — Йоганна Хаарер, німецька лікарка і письменниця німецько-чеського походження (*1900)

## Травень

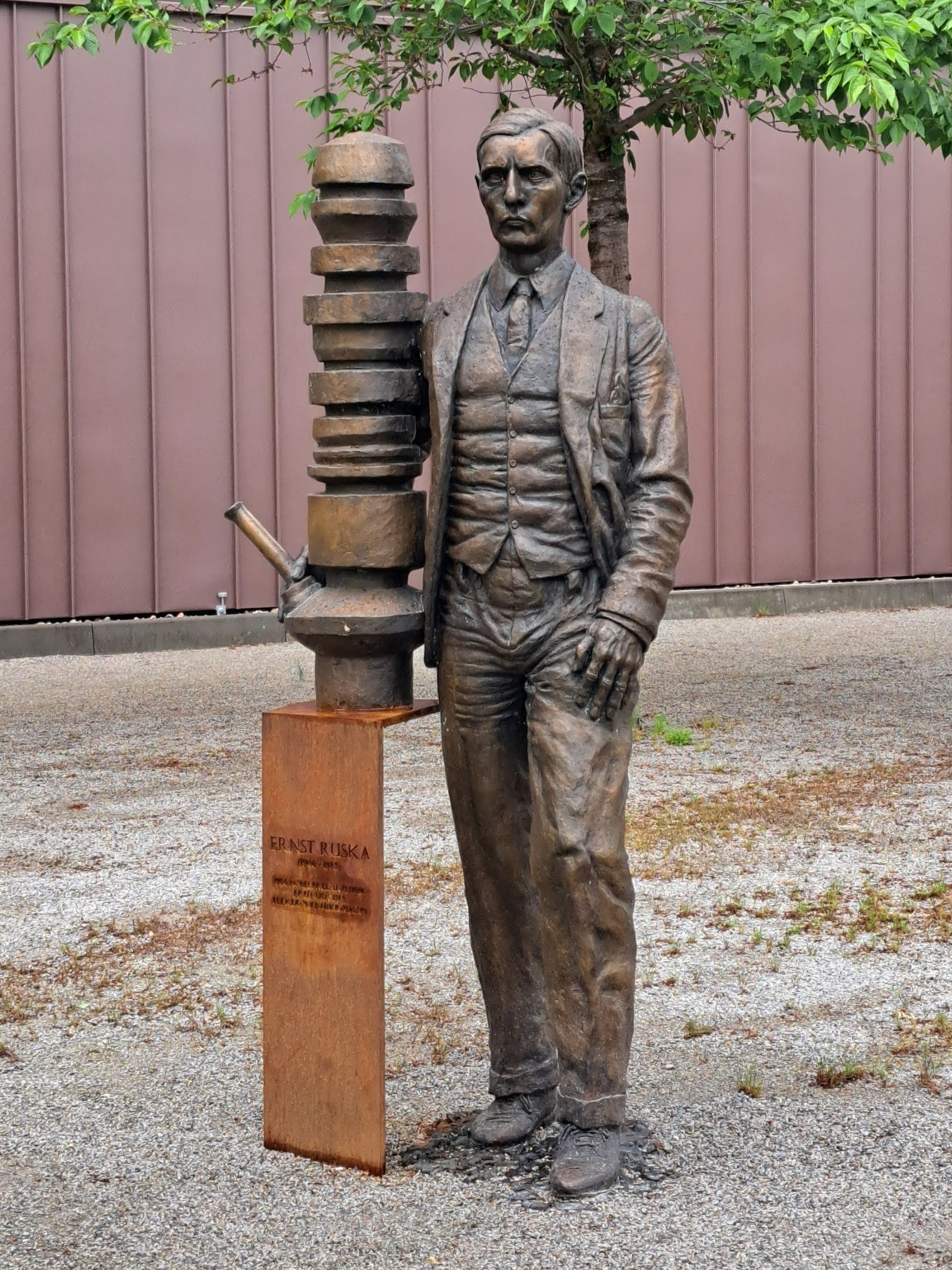
Ернст Руска (скульптура в Єні)
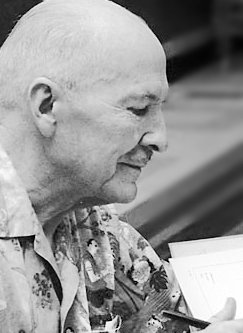
Роберт Гайнлайн
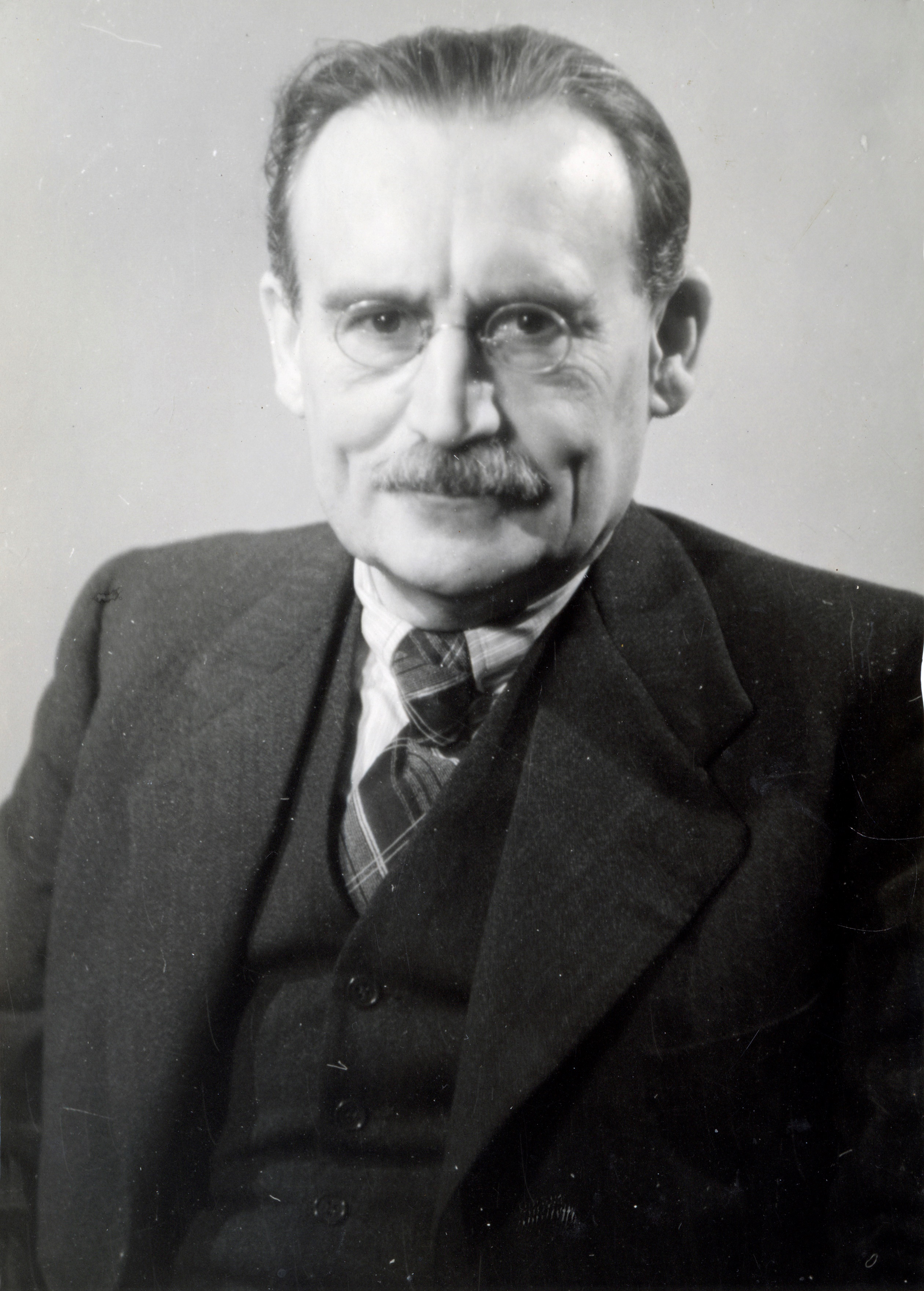
Віллем Дрес
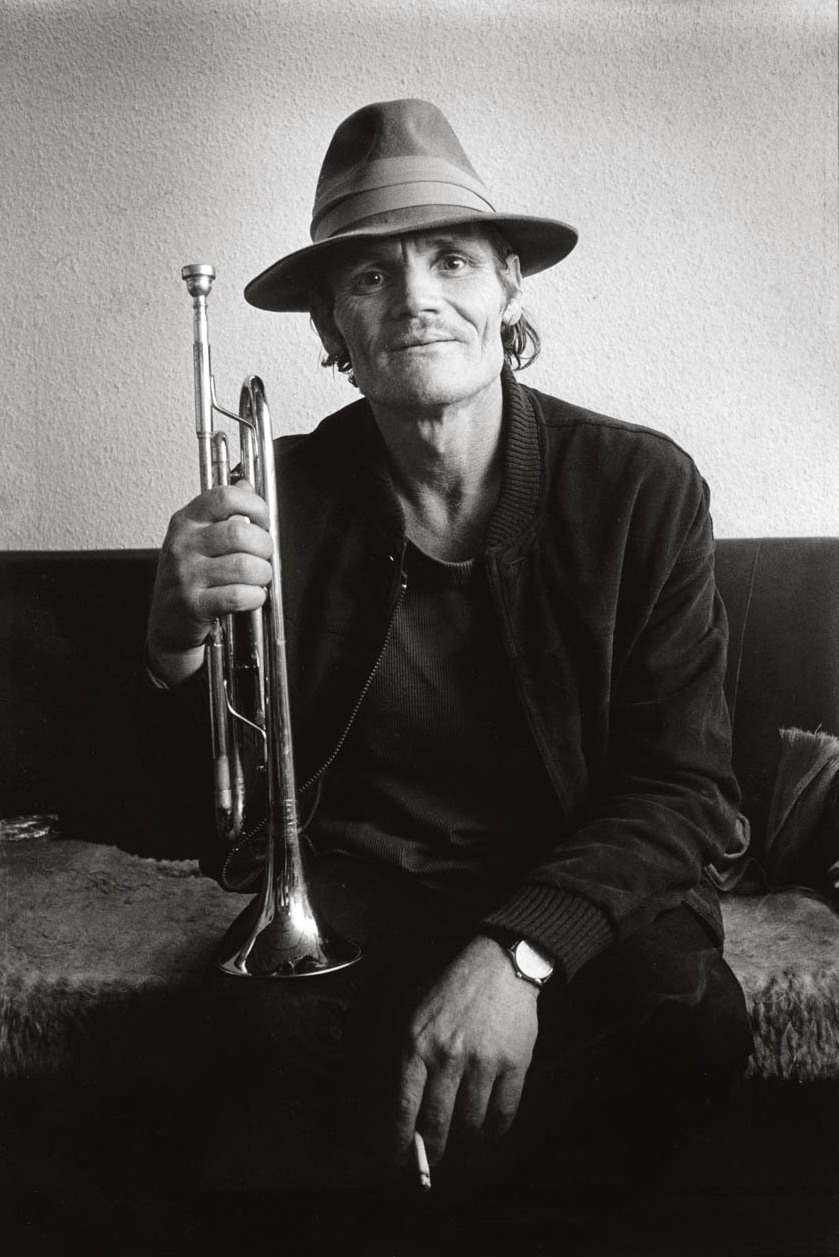
Чет Бейкер
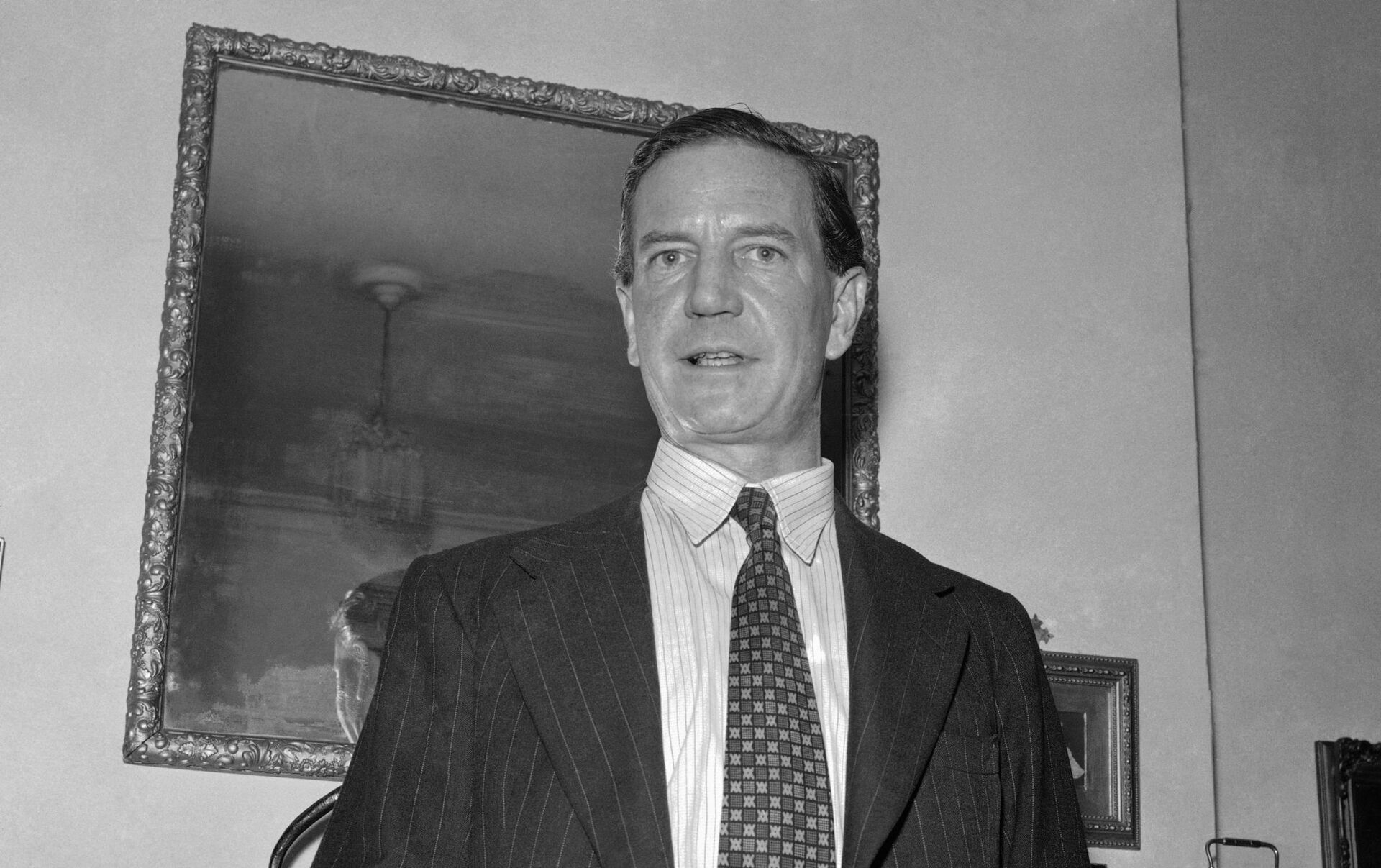
Кім Філбі
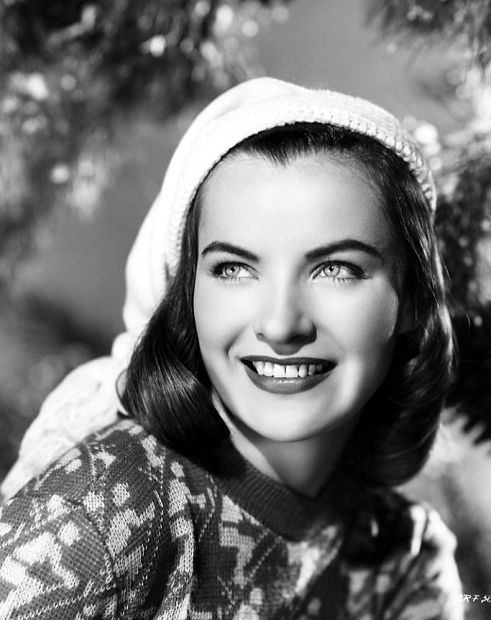
Елла Рейнс
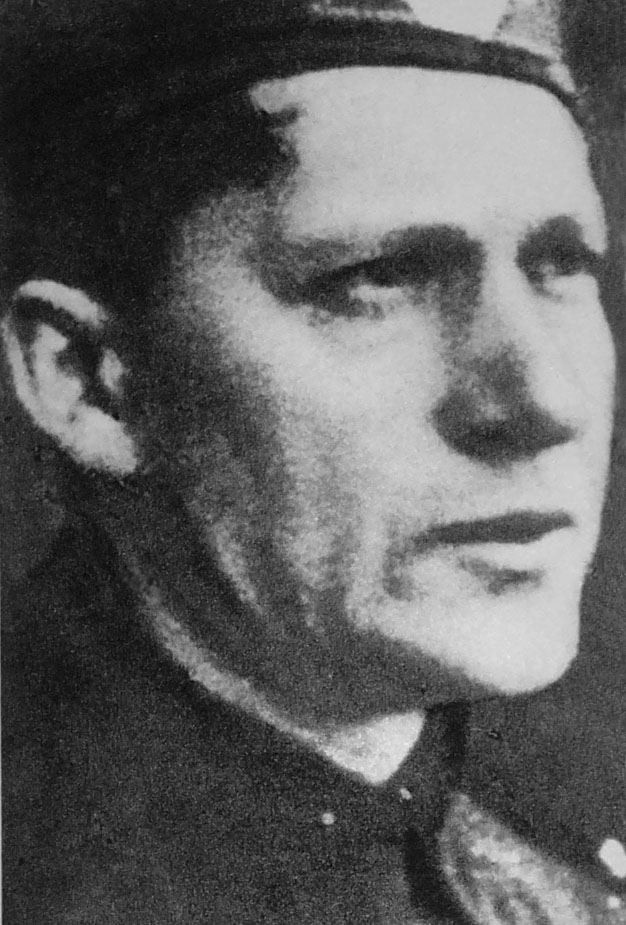
Ян Мазуркевич
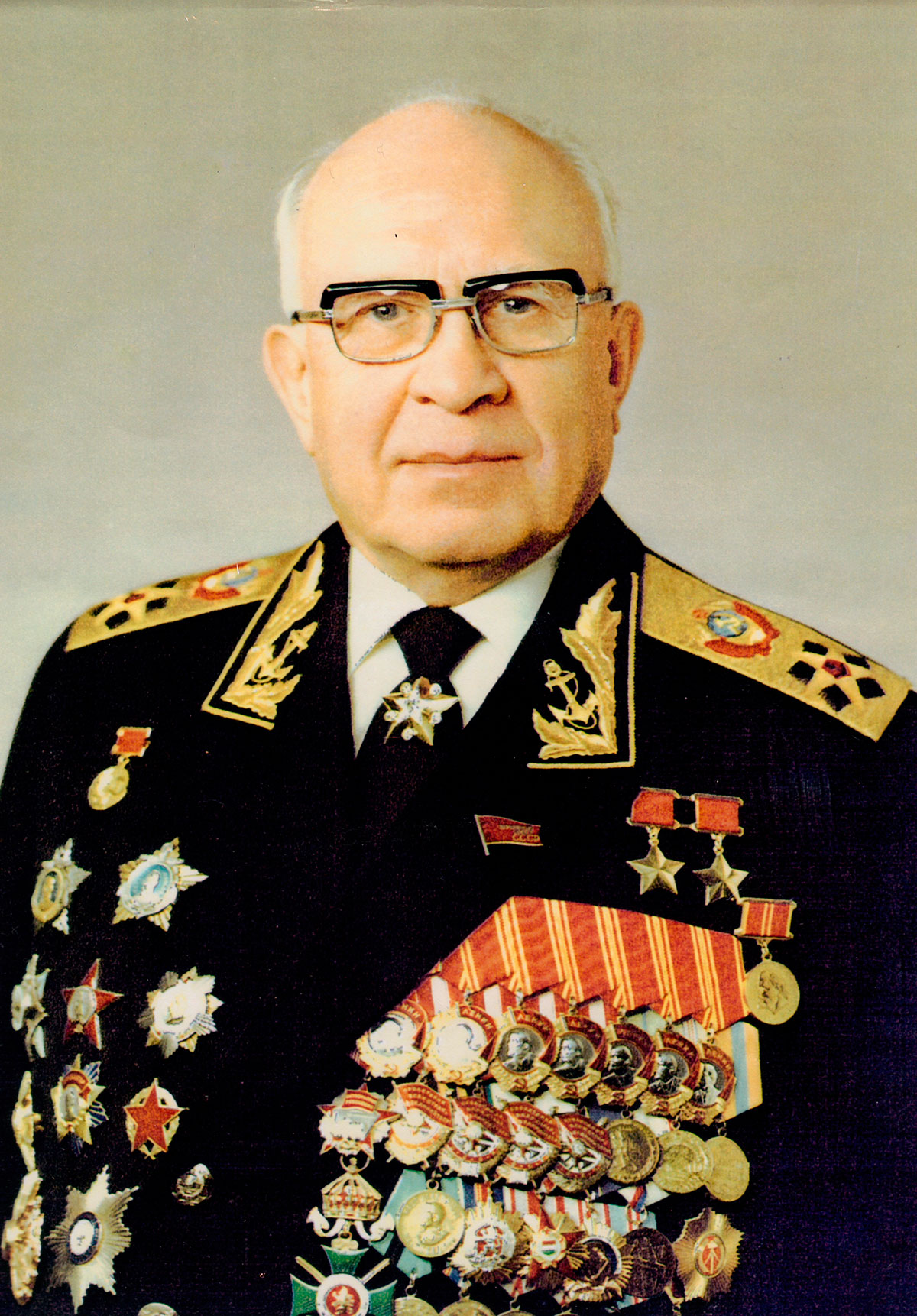
Сергій Горшков
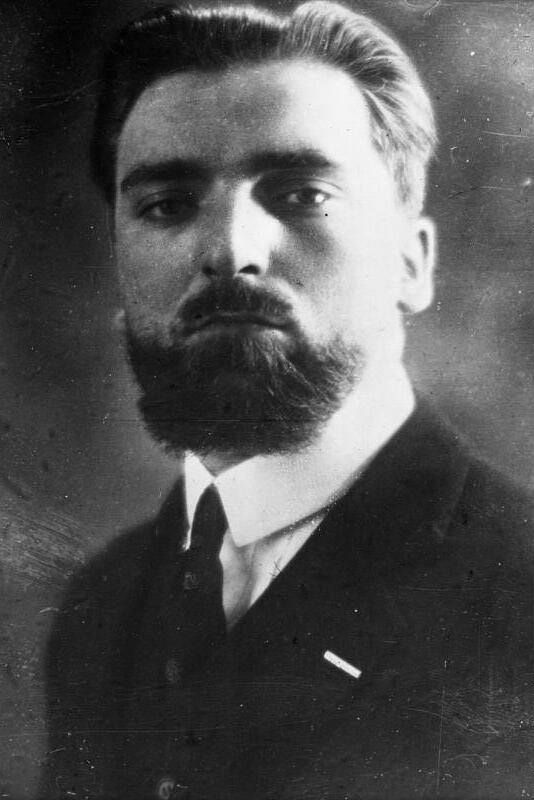
Діно Ґранді

1 травня — Паоло Стоппа, італійський актор (*1906)
1 травня — Алтан Ербулак, турецький художник-мультиплікатор, актор театру і кіно, журналіст (*1929)
1 травня — Трінь Ван Бо, в'єтнамський бізнесмен (*1914)
2 травня — Кадочников Павло Петрович, радянський російський актор (*1915)
3 травня — Понтрягін Лев Семенович, радянський математик (*1908)
3 травня — Премендра Мітра, бенгальський поет, автор романів, новел, трилерів, кінорежисер (*1904)
3 травня — Пол Варіо, американський мафіозі у злочинній сім'ї Луккезе (*1914)
3 травня — Цзян Наньсян, педагог і політичний діяч Китайської Народної Республіки (*1913)
4 травня — Жаков Олег Петрович, радянський кіноактор (*1905)
4 травня — Ян Мазуркевич, польський солдат, ветеран Першої світової війни та полковник Армії Крайової під час Другої світової війни, однин з головних командувачів Варшавського повстання (*1896)
5 травня — Білло Фромета, натуралізований венесуельський домініканський музикант, композитор і диригент (*1915)
5 травня — Дварка Прасад Мішра, індійський борець за свободу, політик, журналіст і літератор (*1901)
5 травня — Хамід Мірза, голова та спадкоємець іранської династії Каджарів (*1918)
8 травня — Роберт Гайнлайн, американський письменник-фантаст (*1907)
10 травня — Шень Конгвен, китайський письменник (*1902)
11 травня — Кім Філбі, один з керівних офіцерів британської розвідки та радянський шпигун (*1912)
11 травня — Кім Чон-ап, південнокорейський архітектор (*1922)
13 травня — Горшков Сергій Георгійович, радянський військовий діяч, адмірал Флоту Радянського Союзу, двічі Герой Радянського Союзу (*1910)
13 травня — Чет Бейкер, американський джазовий музикант і співак (*1929)
13 травня — Гао Луцюань, кантонський гонконгський кіноактор (*1909)
14 травня — Віллем Дрес, прем'єр-міністр Нідерландів (1948—1958) (*1886)
14 травня — Макаров Микола Федорович, радянський конструктор зброї, розробник пістолета Макарова (*1914)
14 травня — Ашвін цур Ліппе-Бістерфельд, знавець китайського живопису та індійської скульптури та куратор Метрополітен-музею в Нью-Йорку, походженням з дворянської родини Ліппе-Бістерфельд (*1914)
14 травня — Гребенщиков Юрій Сергійович, радянський актор театру і кіно (*1937)
14 травня — Хайдер Ягма, іранський поет і літературний редактор (*1898)
15 травня — Ендрю Дагган, американський актор (*1923)
16 травня — Масльонкін Анатолій Євстигнійович, радянський футболіст (*1930)
18 травня — Доус Батлер, американський актор озвучування (*1916)
18 травня — Ентоні Форвуд, англійський актор (*1915)
18 травня — Енцо Тортора, італійський телеведучий, телеавтор, радіоведучий, актор, журналіст і політик (*1928)
18 травня — Ікбал Саджид, пакистанський поет мовою урду (*1932)
18 травня — Кім Ін Сун, південнокорейська співачка (*1953)
18 травня — Саєд Алі Накі Накві Наджафі, пакистанський мусульманський шиїтський учений (*1905)
19 травня — Добровольський Анатолій Володимирович, український радянський архітектор (*1910)
19 травня — Мауріція Альдейтурріага, баскська співачка і музикант (*1904)
20 травня — Ана-Василик Аслан, румунська біологиня і лікарка частково вірменського походження, фахівчиня з геронтології, академік (*1897)
20 травня — Амер Аль-Саєд Осман, єгипетський декламатор Корану (*1900)
21 грудня — Венус Екстраваганца, американська трансгендерна жінка (*1965)
21 травня — Діно Ґранді, італійський політик, фашист, організатор повалення Муссоліні (*1895)
21 травня — Рискулбеков Кайрат Ногайбайули, казахський учасник повстання «Желтоксан», яке відбулося в Алма-Аті у 1986 році (*1966)
21 травня — Піно Ромуальді, італійський політик і журналіст (*1913)
21 травня — Семмі Девіс ст., американський танцюрист (*1900)
21 травня — Хансі Дуйміч, австрійський музикант і актор (*1956)
22 травня — Джорджіо Альміранте, італійський фашистський активіст і неофашистський політик (*1914)
23 травня — Ая Кіто, японська дівчина, відома своїм щоденником (*1962)
23 травня — Роберто Сукко, італійський серійний вбивця (*1962)
23 травня — Чо Хеон Єн, професор університету в Корейській Народно-Демократичній Республіці (*1901)
24 травня — Лосєв Олексій Федорович, російський філософ і філолог, професор (*1893)
24 травня — Ігор Вієру, молдавський художник (*1923)
25 травня — Карл Август Віттфогель, німецько-американський драматург, історик і синолог (*1896)
25 травня — Лю Жуйлун, політичний діяч Китайської Народної Республіки (*1910)
25 травня — Монте Кей, американський музичний агент і продюсер (*1924)
26 травня — Антоніо Барделліно, італійський злочинець (*1945)
27 травня — Ернст Руска, німецький фізик, лауреат Нобелівської премії з фізики 1986 за розробку першого електронного мікроскопа (*1906)
27 травня — Хьордіс Петтерсон, шведська акторка та співачка (*1908)
28 травня — Альфредо Вольпі, італо-бразильський художник (*1896)
28 травня — Лейф «Пеппарн» Петтерссон, шведський акордеоніст (*1953)
29 травня — Владімір Меншик, чеський актор театру і кіно, сценарист (*1929)
29 травня — Салем бен Ладен, саудівський інвестор і підприємець, глава компанії Saudi Binladin Group з 1972 по 1988 рік, зведений брат Усами бен Ладена (*1946)
29 травня — Сіака Стівенс, прем'єр-міністр Сьєрра-Леоне (1968—1971), президент Сьєрра-Леоне (1971—1985) (*1905)
29 травня — Ганс Ола Сьорлі, норвезький актор (*1953)
30 травня — Елла Рейнс, американська акторка (*1920)
31 травня — Молтас Еріксон, шведський актор (*1932)

## Червень

Радж Капур
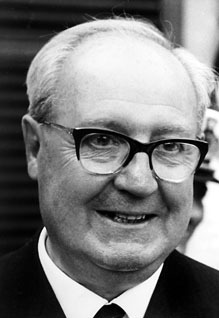
Джузеппе Сарагат

1 червня — Герберт Фейґль, австрійсько-американський філософ, один із перших членів Віденського гуртка (*1902)
1 червня — Пітер Гуркос, нідерландський ясновидець (*1911)
2 червня — Григулевич Йосип Ромуальдович, радянський розвідник-нелегал, згодом вчений-латиноамериканіст (*1913)
2 червня — Жиганов Назіб Гаязович, радянський татарський композитор, педагог, громадський діяч (*1911)
2 червня — Радж Капур, індійський актор, режисер, сценарист, продюсер (*1924)
2 червня — Закарія Мовафі, єгипетський актор (*1936)
3 червня — Анна Малер, австрійська скульпторка, дочка композитора Густава Малера (*1904)
3 червня — Віргіліо Тавора, бразильський військовий і політик (*1919)
3 червня — Ренцо Палмер, італійський актор, актор озвучування та телеведучий (*1930)
4 червня — Маджну Горакхпурі, пакистанський дослідник, письменник-фантаст, критик, перекладач і професор (*1904)
4 червня — Хосе Антоніо Даудт, бразильський журналіст, політик і радіоведучий (*1940)
6 червня — Ле Тхі Луу, в'єтнамська художниця (*1911)
6 червня — Тімо Калаоя, фінський музикант і композитор (*1946)
8 червня — Рассел Гарті, англійський телеведучий (*1934)
8 червня — Філіп Нгуєн Кім Дьєн, в'єтнамський римо-католицький єпископ (*1921)
9 червня — Рашид Бейбутов, радянський азербайджанський естрадний і оперний співак, актор (*1915)
9 червня — Золотухін Лев Федорович, радянський актор театру та кіно (*1926)
10 червня — Луїс Ламур, американський письменник (*1908)
10 червня — Хосеп Тарраделлас, іспанський політик, президент Женералітету Каталонії у вигнанні (*1899)
11 червня — Джузеппе Сарагат, президент Італії з 1964 по 1971 р. (*1898)
11 червня — Крістін Фабрега, французька акторка, радіо- та телеведуча (*1931)
12 червня — Мігель Хав'єр Урменета, баскський військовий і політик (*1915)
14 червня — Пьотр Ожанський, польський робітник, «ударник», член Спілки польської молоді та ПОРП (*1925)
16 червня — Андреа Пацієнца, італійський карикатурист, ілюстратор і художник (*1956)
16 червня — Гепенг, індонезійський актор і комік (*1950)
16 червня — Ціона Тагер, ізраїльська художниця (*1900)
18 червня — Канінномія Харухіто, член японської імператорської родини, військовослужбовець (*1902)
19 червня — Аали Токомбаєв, радянський киргизький письменник і поет (*1904)
20 червня — Арасі де Алмейда, бразильська співачка (*1914)
21 червня — Сверре Рііснес, норвезький юрист і прокурор, колабораціоніст (*1897)
21 червня — Імам Мунандар, індонезійський військовик і політик (*1927)
21 червня — Педріто Ріко, іспанський співак, танцюрист і актор (*1932)
21 червня — Стефан Барецький, нацистський злочинець (*1919)
21 червня — Фам Хуй Тонг, в'єтнамський поет, педагог і соціолог (*1916)
22 червня — Бхадант Ананд Каусалян, індійський буддійський чернець, знавець мови палі та письменник (*1905)
22 червня — Генрі Лі Хау Шик, малайзійський політик і бізнесмен (*1900)
22 червня — Денніс Дей, американський актор, комік і співак ірландського походження (*1916)
22 червня — Джессі Ед Девіс, американський гітарист (*1944)
22 червня — Сяо Цзюнь, китайський письменник та інтелектуал (*1907)
23 червня — Генрі Мюррей, американський психолог (*1893)
23 червня — Лян Шумін, китайський мислитель, філософ, педагог, громадський діяч (*1893)
24 червня — Міхай Бенюк, румунський поет, письменник і комуністичний діяч (*1907)
24 червня — Буй Сюан Пхай, в'єтнамський художник (*1920)
24 червня — Чаба Кешяр, угорський автогонщик (*1962)
25 червня — Гіллел Словак, американський гітарист, один із засновників та перший гітарист Red Hot Chili Peppers (*1962)
25 червня — Алі Хашемі, іранський військовий командир КВІР, учасник Ірано-іракської війни (*1961)
25 червня — Мілдред Гілларс, американська телеведуча, яку нацистська Німеччина використовувала для поширення пропаганди Осі під час Другої світової війни (*1900)
25 червня — Тугай Токсоз, турецький актор (*1937)
26 червня — Ганс Урс фон Бальтазар, швейцарський кардинал, католицький богослов і священник (*1905)
26 червня — Сенді Кемпбелл, американський бродвейський актор (*1922)
27 червня — Апарисіо Мендес, президент Уругваю (1976—1981) (*1904)
27 червня — Тао Хуйзен, китайський політичний діяч, соціолог і теоретик (*1899)
28 червня — Курт Рааб, німецький актор (*1941)
30 червня — Пак Юн Сон, південнокорейський протестантський пресвітеріанський теолог (*1905)
30 червня — Сантьяго Амон, іспанський поет, мистецтвознавець і журналіст (*1927)
30 червня — Чакрінья, бразильський радіо- та телеведучий (*1917)

## Липень

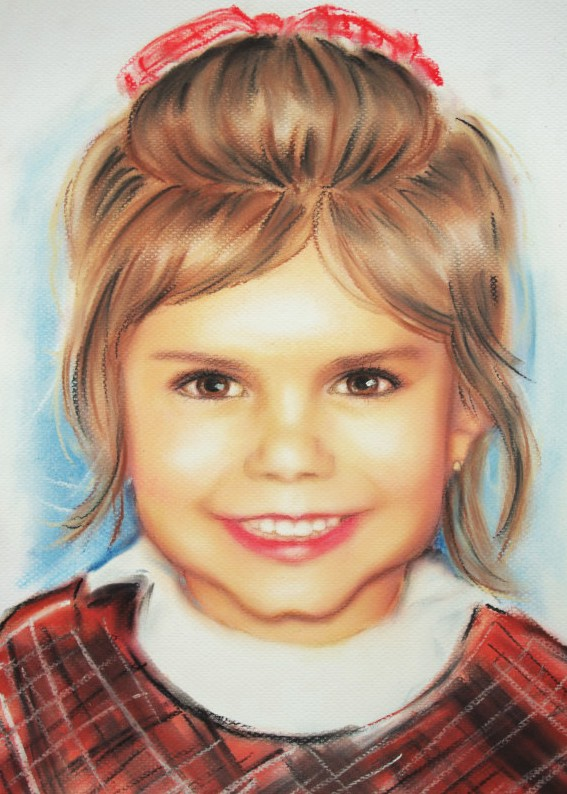
Джудіт Барсі
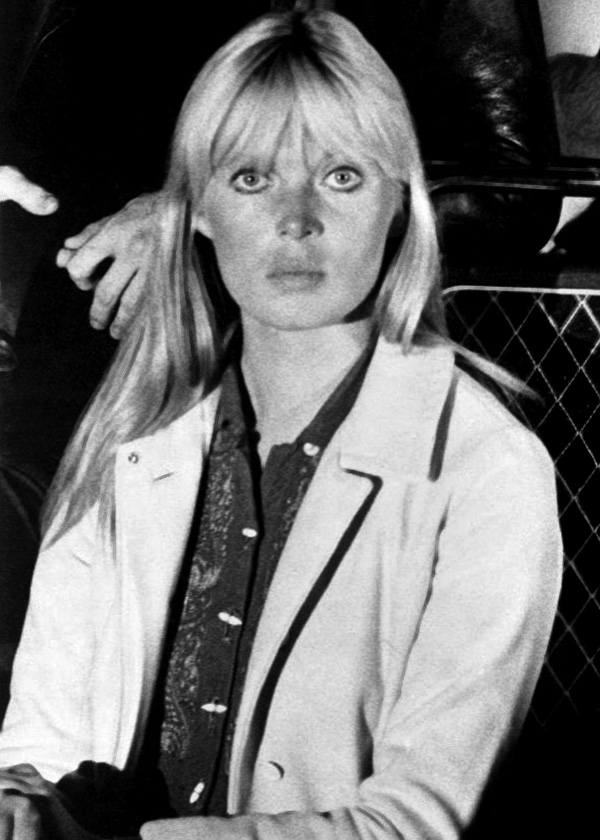
Ніко

2 липня — Масахіро Оґі, японський кінокритик (*1925)
4 липня — Адріан Адоніс, американський професійний реслер (*1953)
4 липня — Фаріал Карім, ліванська художниця (*1938)
6 липня — Сауд Аль-Рашед, кувейтський композитор (*1922)
6 липня — Суванді Ростам, індонезійський політик, губернатор Східного Калімантану (*1924)
6 липня — Хатіро Азума, японський комік (*1936)
7 липня — Євгеніуш Бендера, в'язень концтабору Аушвіц-Біркенау, ініціатор втечі з Аушвіца (*1906)
7 липня — Халдун Ментешеоглу, турецький політик (*1916)
8 липня — Рей Барбуті, американський легкоатлет, який спеціалізувався в бігу на короткі дистанції (*1905)
9 липня — Александру Граур, румунський вчений-лінгвіст єврейського походження (*1900)
9 липня — Норімі Найто, японський композитор, аранжувальник і піаніст (*1929)
10 липня — Бе Ен Сун, активістка незалежності Кореї під час японського колоніального періоду (*1907)
10 липня — Мануель Круельс і Піфарре, каталонський письменник, історик, політичний діяч, журналіст (*1910)
12 липня — Джошуа Логан, американський режисер театру та кіно, актор, письменник (*1908)
12 липня — Джон Масіс, фламандський силач, що згинав залізо зубами (*1940)
13 липня — Гільда Гоббі, угорська акторка (*1913)
13 липня — Цзі Денгкуй, політичний діяч Китайської Народної Республіки (*1923)
15 липня — Туре Келлер, шведський футболіст (*1905)
16 липня — Зінат Алаві, єгипетська танцюристка та акторка (*1930)
17 липня — Анна Лаппалайнен, фінська жінка, яка була пацієнткою психіатричних лікарень протягом понад 55 років (*1896)
17 липня — Брюзер Броуді, американський професійний борець (*1946)
17 липня — Джек Лесмана, індонезійський джазовий гітарист (*1930)
17 липня — Тхань Тінь, в'єтнамський поет і письменник (*1911)
18 липня — Ніко, німецька співачка, авторка пісень, акторка та модель (*1938)
18 липня — Ахмад Бакрі, індонезійський вчитель і письменник (*1917)
18 липня — Велікан Одунку, турецький злочинець (*1963)
22 липня — Дуейн Джонс, американський актор (*1937)
22 липня — Лукман Віріадіната, індонезійський політик сунданського походження (*1910)
24 липня — Ілона Елек, угорська фехтувальниця на рапірах (*1907)
25 липня — Джудіт Барсі, американська дівчинка-акторка угорського походження (*1978)
25 липня — Сінічіро Хакозакі, японський співак (*1945)
26 липня — Авагян Олександр Беніамінович, український археолог, спелеолог, музикант і поет (*1944)
26 липня — Фазлур Рахман, пакистанський ісламський мислитель (*1919)
26 липня — Яїр Гурвіц, ізраїльський поет і перекладач (*1941)
27 липня — Френк Замбоні, італо-американський винахідник (*1901)
27 липня — Бріґітте Горні, німецько-американська акторка та дикторка радіоп'єс (*1911)
27 липня — Рафаель Ескобедо, передбачуваний іспанський вбивця (*1954)
28 липня — Саїд Моді, індійський бадмінтоніст (*1962)
29 липня — Дік Свідде, нідерландський актор (*1906)
29 липня — Орландо Гомес, бразильський юрист (*1909)
31 липня — Йоко Маено, японська співачка (*1948)
31 липня — Тринідад Сільва, американський комік і персонажний актор (*1950)

## Серпень

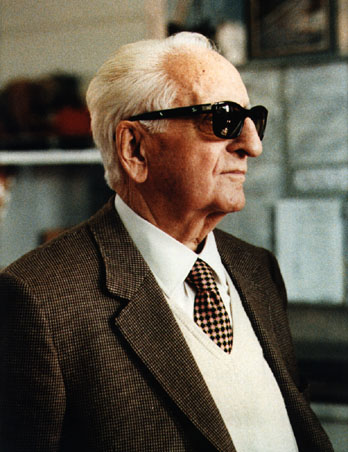
Енцо Феррарі
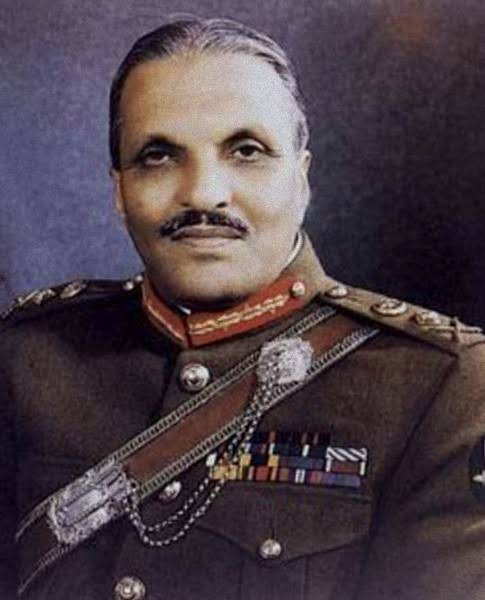
Мохаммад Зія-уль-Хак
Жан-Мішель Баскія
Платон Воронько
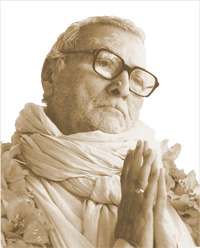
Шрідгара Ґосвамі
Микола Лукаш

1 серпня — Елен Вальє, французька акторка (*1932)
2 серпня — Раймонд Карвер, американський поет і новеліст (*1938)
4 серпня — Маріса Беллісаріо, італійська бізнес-менеджерка (*1935)
4 серпня — Нандор Томанек, угорський актор (*1922)
4 серпня — Тошіо Доміцу, японський інженер і бізнесмен (*1896)
5 серпня — Колін Гіґґінс, американський драматург, сценарист та кінорежисер австралійського походження (*1941)
5 серпня — Аріф Хусейн Аль Хусейні, пакистанський мусульманський шиїтський учений (*1946)
5 серпня — Ральф Мікер, американський актор (*1920)
5 серпня — Юзеф Пєрацький, польський актор (*1909)
6 серпня — Левченко Анатолій Семенович, український радянський льотчик-космонавт, Герой Радянського Союзу (*1941)
6 серпня — Франсіс Понж, французький поет (*1899)
6 серпня — Анрі Френе, французький борець опору та політик (*1905)
7 серпня — Вілфред Джексон, американський аніматор, музичний аранжувальник і режисер (*1906)
8 серпня — Алан Нейпір, англійський актор (*1903)
8 серпня — Фелікс Леклерк, франко-канадський співак, автор пісень, поет, письменник, актор і політичний активіст Квебеку (*1914)
9 серпня — Рамон Вальдес, мексиканський актор і комік (*1924)
10 серпня — Воронько Платон Микитович, український поет, письменник, публіцист, драматург (*1913)
10 серпня — Арнульфо Аріас, президент Панами (1940—1941, 1949—1951, 1968) (*1901)
11 серпня — Енн Ремзі, американська акторка (*1929)
11 серпня — Полін Лафон, французька акторка, модель і співачка (*1963)
12 серпня — Жан-Мішель Баскія, американський художник-неоекспресіоніст (*1960)
12 серпня — Шрідгара Ґосвамі, ґаудія-вайшнавський релігійний діяч, ґуру, богослов та письменник, засновник релігійної організації «Шрі Чайтанья Сарасват Матх» (*1895)
13 серпня — Гаджанан Джагірдар, індійський кінорежисер, сценарист і актор (*1907)
13 серпня — Західа Тінчуріна, татарська художниця, педагог (*1897)
14 серпня — Енцо Феррарі, італійський інженер-конструктор, підприємець і автогонщик (*1898)
14 серпня — Рой Б'юкенен, американський гітарист і блюзовий музикант (*1939)
15 серпня — Хань Децінь, генерал Національної армії Республіки Китай (*1892)
16 серпня — Герберт Пагані, італійський художник, скульптор, автор пісень, ді-джей (*1944)
17 серпня — Вікторія Шоу, австралійська акторка (*1935)
17 серпня — Мохаммад Зія-уль-Хак, президент (військовий диктатор) Пакистану з 1978 р. (*1924)
17 серпня — Ахтар Абдул Рахман, пакистанський військовик (*1924)
17 серпня — Бруно Матссон, шведський дизайнер меблів та архітектор (*1907)
17 серпня — Сіддік Салік, пакистанський письменник мовою урду (*1935)
17 серпня — Франклін Д. Рузвельт мол., американський юрист, політик і бізнесмен, син президента США Франкліна Д. Рузвельта та першої леді Елеонори Рузвельт (*1914)
18 серпня — Логінова Тамара Абрамівна, російська радянська акторка (*1929)
18 серпня — Аківа Ернст Саймон, ізраїльський вчений-педагог, релігійний мислитель та громадський діяч (*1899)
20 серпня — Фердинанд Кармельк, нідерландський гітарист (*1950)
21 серпня — Павло Копта, чеський лірик, перекладач і театральний сценарист (*1930)
22 серпня — Ши Мінчжен, тайванський художник, письменник, масажист (*1935)
23 серпня — Йозеф Клер, німецький обершарфюрер СС, медичний чин СС в Освенцімі та масовий вбивця (*1904)
23 серпня — Менотті Дель Піккіа, бразильський поет, журналіст, нотаріус, юрист, політик, прозаїк, художник (*1892)
23 серпня — Рената Агонді, бразильська плавчиня (*1963)
23 серпня — Тан На, китайський письменник (*1914)
24 серпня — Абу Джафар Шамсуддін, бенгальський письменник (*1911)
24 серпня — Ба Ван, в'єтнамський актор театру (*1908)
24 серпня — Леонард Фрей, американський актор (*1938)
25 серпня — Франсуаза Дольто, французька педіатриня і психоаналітикиня (*1908)
25 серпня — Арт Руні, американський професійний футболіст (*1901)
26 серпня — Карлос Паяо, португальський співак і композитор (*1957)
26 серпня — Манмат Рой, бенгальський письменник (*1899)
26 серпня — Мілтон Сперлінг, американський кінопродюсер і сценарист (*1912)
27 серпня — Джон Лі, індонезійський військовик китайського походження, національний герой Індонезії (*1911)
27 серпня — Корнеліс Моерман, голландський лікар загальної практики, який розробив суперечливу альтернативну терапію раку (*1893)
28 серпня — Пол Герберт Грайс, англійський філософ-аналітик (*1913)
28 серпня — Гі Гоккенхем, французький журналіст, есеїст, прозаїк (*1946)
28 серпня — Олівер Хоук, фінський гіпнотизер (*1930)
29 серпня — Лукаш Микола Олексійович, український перекладач, мовознавець і поліглот (*1919)
29 серпня — Сюан Кунь, в'єтнамська поетеса (*1942)
29 серпня — Вілфред Джонсон, американський бандит та інформатор ФБР (*1935)
29 серпня — Лу Куанг Ву, в'єтнамський письменник, драматург і поет (*1948)
30 серпня — Ерен Ейюбоглу, турецький художник (*1907)
30 серпня — Фефілов Микола Борисович, радянський серійний вбивця і ґвалтівник (*1946)
31 серпня — Мжаванадзе Василь Павлович, грузинський радянський компартійний та військовий діяч, 1-й секретар ЦК КП Грузії (1953—1972) (*1902)
31 серпня — Леонідас Проаньо, еквадорський церковний діяч, богослов, педагог і правозахисник (*1910)
31 серпня — Лін Джалдаті, нідерландсько-німецько-єврейська борчиня Руху Опору під час Другої світової війни (*1912)

## Вересень

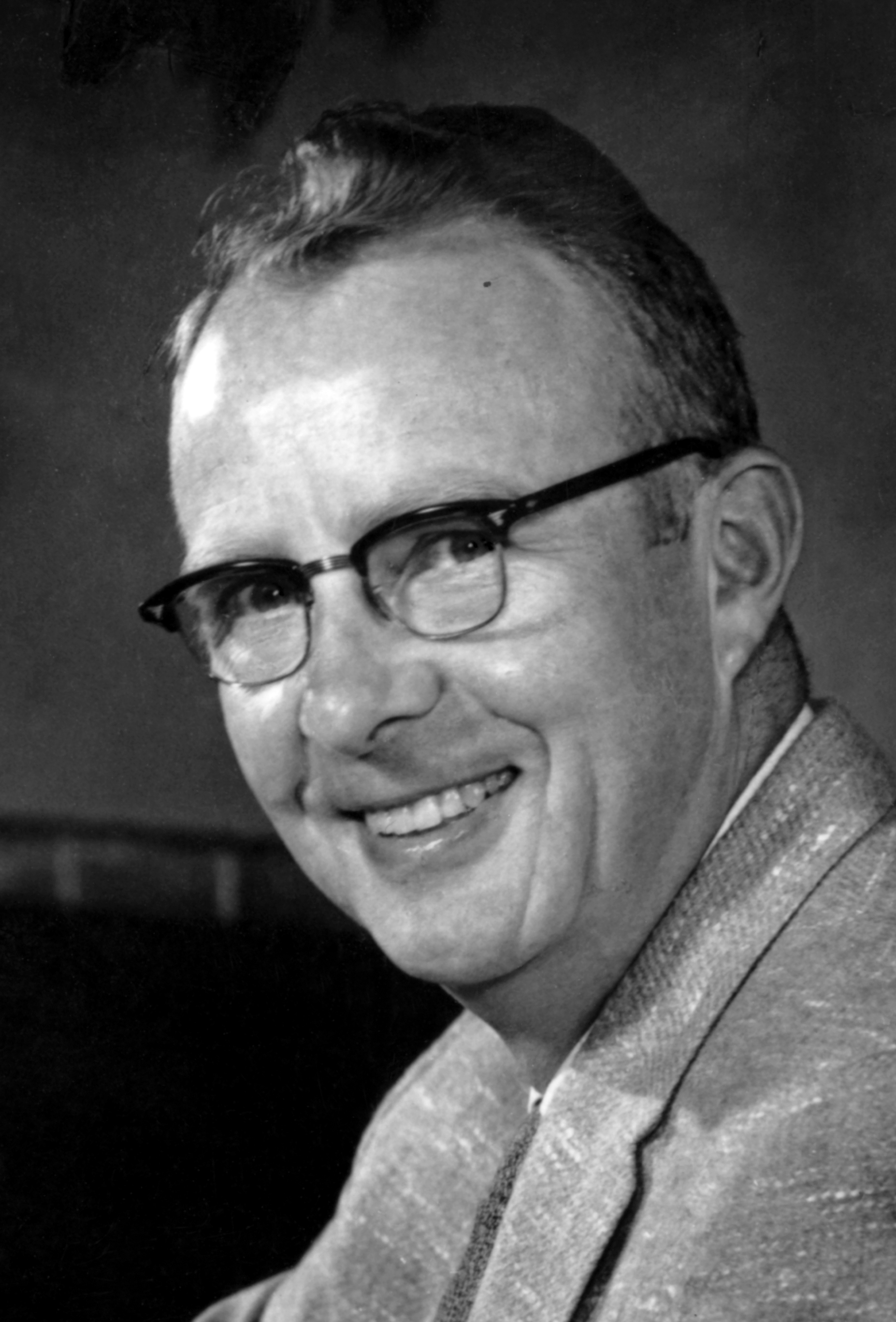
Луїс Волтер Альварес
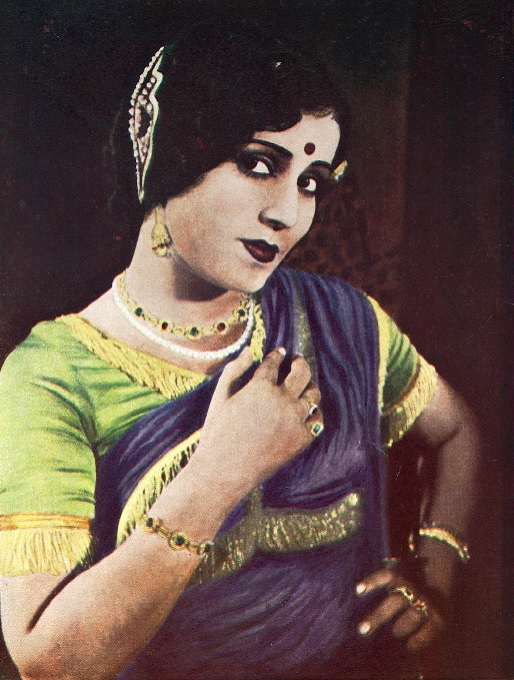
Зубейда

1 вересня — Луїс Волтер Альварес, американський фізик та винахідник, дослідник ядерної фізики та космічного випромінювання, лауреат Нобелівської премії з фізики 1968 (*1911)
3 вересня — Ферріт Мелен, прем'єр-міністр Туреччини з 1972 до 1973 року (*1906)
5 вересня — Герт Фребе, німецький актор (*1913)
5 вересня — Смисловський Борис Олексійович, фінський граф, білий емігрант, антикомуніст, співробітник Абверу, керівник 1-ї Російської Національної Армії (*1897)
7 вересня — Болеслав Плотницький, польський актор (*1913)
7 вересня — Абдул Хак Акрабі, пакистанський ісламський учений, політик (*1912)
7 вересня — Седад Хаккі Елдем, турецький архітектор, академік і письменник (*1908)
9 вересня — Абдулла Папур, турецький народний поет (*1945)
9 вересня — Данг Хой Сюань, в'єтнамський політик (*1929)
10 вересня — Вірджинія Сатір, американська письменниця, клінічний соціальний працівник і психотерапевт (*1916)
10 вересня — Сокармен, індонезійський політик, губернатор Балі (*1925)
10 вересня — Хоакім Педро де Андраде, бразильський кінорежисер (*1932)
11 вересня — Джон Сильвестр Вайт, американський актор (*1919)
11 вересня — Роджер Харгрівз, британський карикатурист, ілюстратор і автор дитячих книжок (*1935)
12 вересня — Цзен Чулін, гонконгський кіноактор (*1921)
13 вересня — Сінобу Хорі, японська акторка (*1965)
14 вересня — Рамон де Карранса Гомес, іспанський бізнесмен, моряк, фермер, аристократ, політик, президент ФК «Севілья» (*1898)
18 вересня — Хо Джон, прем'єр-міністр і тимчасовий президент Корейської Республіки 1960 року (*1896)
18 вересня — Елеутеріо Тапіа, баскський музикант (*1926)
18 вересня — Мохаммед-Хоссейн Шахріар, іранський поет, який писав твори азербайджанською та перською мовами (*1906)
20 вересня — Тібор Секель, югославський (хорватський) журналіст угорсько-єврейського походження, дослідник, письменник і юрист (*1912)
20 вересня — Рой Кіннір, англійський актор і комік (*1934)
21 вересня — Генрі Костер, німецький кінорежисер (*1905)
21 вересня — Зубейда, індійська акторка (*1911)
22 вересня — Раїс Амрохаві, пакистанський поет, журналіст, містик (*1914)
23 вересня — Раджендра Крішан, індійський поет, лірик і сценарист мовою урду (*1919)
23 вересня — Трилок Капур, індійський актор (*1912)
24 вересня — Дучимінська Ольга Василівна, українська письменниця, освітянка, феміністка та діячка ОУН (*1883)
24 вересня — Шамчул Худа Панчбагі, бангладешський політик, мусульманський вчений-суніт (*1897)
25 вересня — Біллі Картер, американський фермер, бізнесмен, пивовар і політик, молодший брат президента США Джиммі Картера (*1937)
26 вересня — Бранко Зебець, югославський футболіст, футбольний тренер (*1929)
26 вересня — Мауро Ростаньо, італійський соціолог, журналіст і активіст (*1942)
26 вересня — Щербаков Сергій Петрович, радянський серійний вбивця і ґвалтівник (*1961/62)
28 вересня — Джованні Бонтате, італійський мафіозі (*1946)
29 вересня — Чарлз Аддамс, американський художник-карикатурист (*1912)
30 вересня — Чионг Тінь, в'єтнамський революціонер, генеральний секретар Комуністичної партії В'єтнаму та голова Державної ради (*1907)

## Жовтень

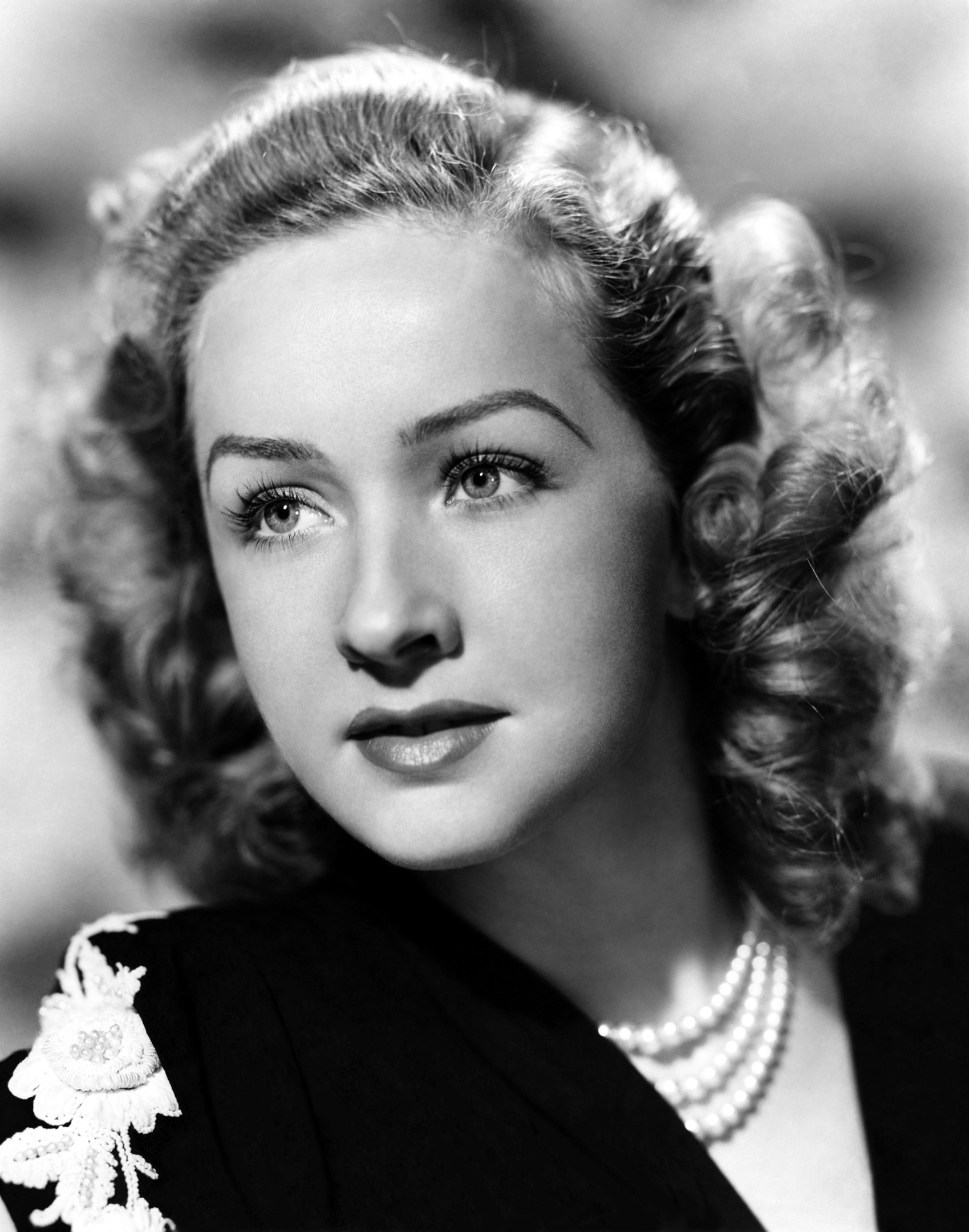
Боніта Ґренвілл
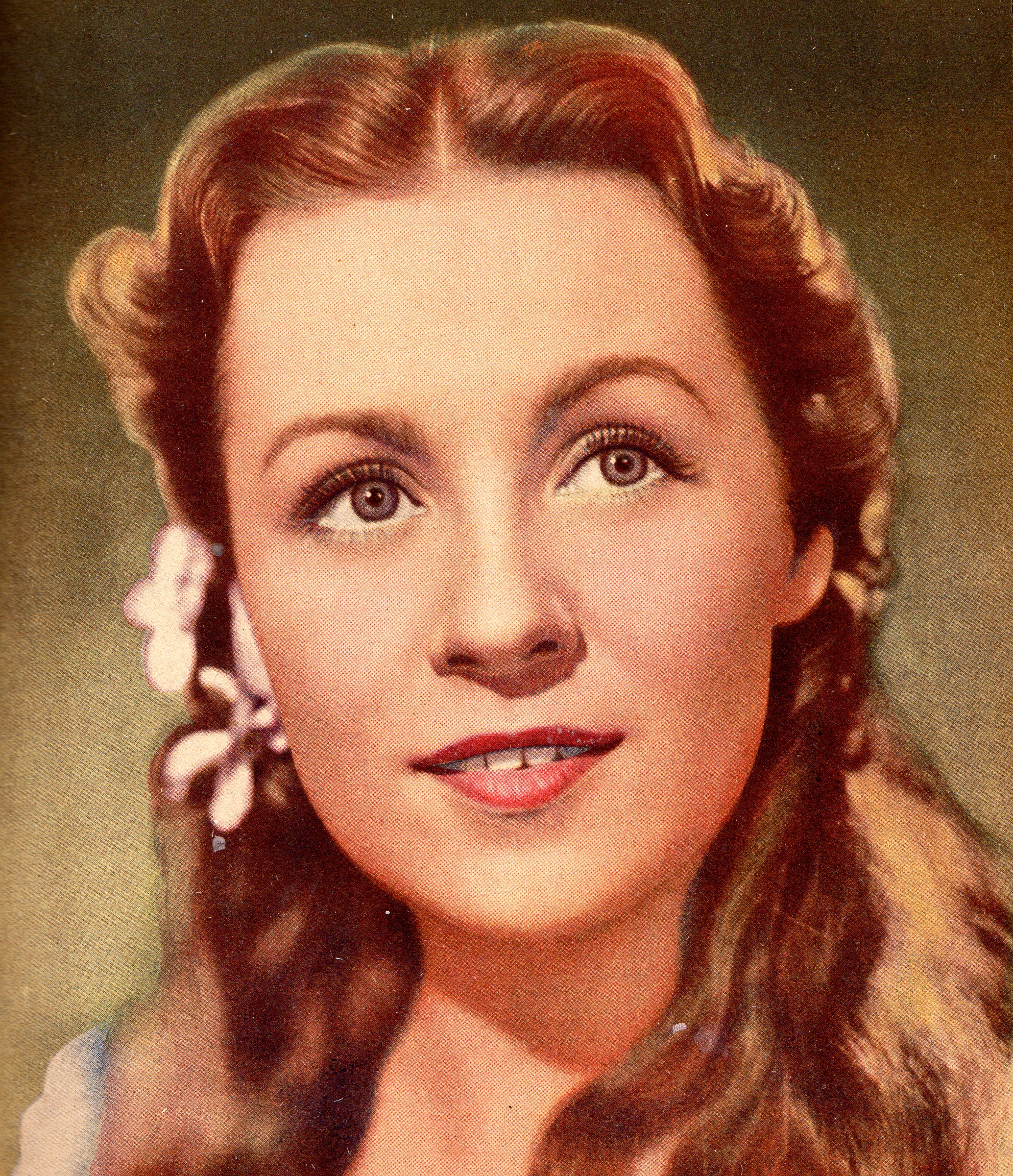
Наташа Голлова
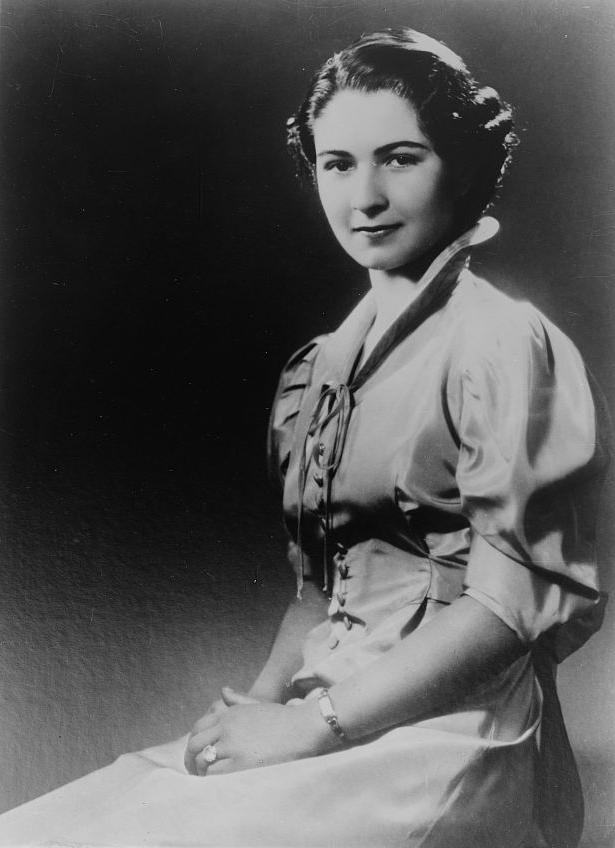
королева Фаріда Єгипетська

1 жовтня — Павле Вуїсич, югославський сербський актор театру та кіно (*1926)
1 жовтня — Фуад Аль-Дахері, єгипетський композитор вірменського походження (*1916)
2 жовтня — Алек Іссігоніс, греко-британський дизайнер автомобілів (*1906)
2 жовтня — Карна Рам Бхіл, індійський барабанщик (*н/д)
2 жовтня — Тран Дуй Хунг, в'єтнамський лікар і політик (*1912)
2 жовтня — Хаменгкубувана IX, султан Джок'якарти з 1940 р., віце-президент Індонезії (1973—1978) (*1912)
3 жовтня — Франц Йозеф Штраус, німецький баварський політик і державний діяч (*1915)
3 жовтня — Ма Хайде, американський лікар, який займався медициною в Китаї (*1910)
5 жовтня — Ахтар Ансарі Дехлаві, індійський письменник та поет мовою урду (*1909)
7 жовтня — Боярський Микола Олександрович, радянський кіно- і театральний актор (*1922)
7 жовтня — Шандор Біро, угорський футболіст (*1911)
8 жовтня — Паль Тіткош, угорський футболіст і футбольний тренер (*1908)
8 жовтня — Ернст Тоул, нідерландський натуралізований італійський комік, актор і артист кабаре (*1953)
9 жовтня — Джекі Мілберн, англійський футболіст, футбольний тренер (*1924)
9 жовтня — Фелікс Ванкель, німецький інженер-механік і винахідник (*1902)
10 жовтня — Хуан Пужоль Гарсія, іспанський шпигун, який діяв як подвійний агент, вірний Великобританії, проти нацистської Німеччини під час Другої світової війни (*1914)
10 жовтня — Ан Бьонг-ха, південнокорейський поліцейський (*1928)
10 жовтня — Курт Маршалл, американський гей-порноактор (*1965)
10 жовтня — Тарсісіо Майя, бразильський лікар і політик (*1916)
11 жовтня — Боніта Ґренвілл, американська акторка і телевізійна продюсерка (*1923)
11 жовтня — Вейленд Флауерз, американський актор, комік і лялькар (*1939)
11 жовтня — Саєд Зіаул Хак, суфійський святий ордену Майзбхандері (*1928)
12 жовтня — Кончаловська Наталія Петрівна, радянська дитяча письменниця, поетеса та перекладачка (*1903)
13 жовтня — Андре Преторіус, південноафриканський музикант (*1961)
13 жовтня — Дж. Дж. Абдалла, бразильський банкір, бізнесмен, промисловець, землевласник, будівельник і політик ліванського походження (*1893)
13 жовтня — Куанг Дунг, в'єтнамський поет (*1921)
15 жовтня — Кайхосру Сорабджі, британський композитор, піаніст, музичний критик і письменник (*1892)
16 жовтня — Абдулрахман Фавзі, єгипетський футболіст, тренер (*1909)
16 жовтня — Альберто Ольмедо, аргентинський актор і комік (*1933)
16 жовтня — Джи Кан Хеон, корейський злочинець (*1954)
16 жовтня — Музафер Шеріф, турецько-американський соціальний психолог (*1906)
16 жовтня — Фаріда Єгипетська, королева-консорт Єгипту (1938—1948), перша дружина короля Фарука (*1921)
17 жовтня — Овед Бен Амі, ізраїльський підприємець і політик (*1905)
17 жовтня — П'єр Барре, французький журналіст, письменник, історик і автор пісень (*1936)
18 жовтня — Фредерік Ештон, англійський балетмейстер, хореограф (*1904)
18 жовтня — Дімітрій Френкель Франк, нідерландський театральний актор, критик, кінорежисер, драматург, сценарист і прозаїк (*1928)
18 жовтня — Камел Хана Гегео, іракський ассирійський охоронець, камердинер і дегустатор їжі президента Іраку Саддама Хусейна (*н/д)
18 жовтня — Юліан Александрович, польський терапевт, професор медичних наук, філософ медицини та гематолог (*1908)
18 жовтня — Ян Свідерський, польський актор театру, кіно і телебачення, театральний режисер, педагог (*1916)
19 жовтня — Сан Гауз, американський блюз-музикант (*1902)
19 жовтня — Фрідріх Вайнреб, єврейський хасидський письменник, економіст і астролог (*1910)
20 жовтня — Банг Ба Лан, в'єтнамський поет, педагог і фотограф (*1912)
22 жовтня — Генрі Армстронг, американський боксер-професіонал і чемпіон світу з боксу (*1912)
22 жовтня — Пласідо Галіндо, перуанський футболіст, тренер (*1906)
22 жовтня — Есат Октай Йилдиран, турецький військовик (*1949)
22 жовтня — Жоао Аполінаріо, португальський поет і журналіст (*1924)
22 жовтня — Лі Сяньчжоу, генерал-лейтенант Національної революційної армії Гоміндану (*1894)
23 жовтня — Таро Асасіо (3-є покоління), японський борець сумо, 46-й Йокодзуна (*1929)
25 жовтня — Флавіо Ранхель, бразильський театральний режисер, сценограф, журналіст і перекладач (*1934)
27 жовтня — Майкл Рейсер, ізраїльський політик (*1946)
27 жовтня — Рухолла Хатамі, іранський шиїтський священнослужитель і юрист (*1906)
27 жовтня — Фаїд Мохамед Фаїд, єгипетський співак (*1924)
27 жовтня — Чарльз Готрі, англійський актор, комік, співак, піаніст і театральний режисер (*1914)
28 жовтня — Сесілія Маньї, чилійська соціологиня, революціонерка, активістка (*1956)
29 жовтня — Наташа Голлова, чехословацька акторка (*1912)
29 жовтня — Роберт Олійник, німецький льотчик-ас Другої світової війни німецько-українського походження (*1911)
29 жовтня — Камаладеві Чаттопадхяй, індійська громадська діячка (*1903)
30 жовтня — Аліпія, православна черниця, що жила у Києві (*1910)
30 жовтня — Ернст Фріц Фюрбрінгер, німецький актор, актор озвучування (*1900)
30 жовтня — Тарун Рой (Дхананджая Байрагі), бенгальський драматург, письменник, актор і театральний режисер (*1927)
31 жовтня — Джордж Уленбек, американський фізик-теоретик нідерландського походження (*1900)
31 жовтня — Джон Хаусман, британсько-американський актор румунського походження та продюсер театру, кіно та телебачення (*1902)

## Листопад
2 листопада — Менахем Савидор, ізраїльський політик (*1917)
3 листопада — Феліпе Арріага, мексиканський співак і актор (*1937)
4 листопада — Герман Граф, німецький військовий льотчик-ас часів Третього Рейху (*1912)
5 листопада — Жан-П'єр Стирбуа, французький політик (*1945)
6 листопада — Тан Чжен, один з головних керівників Робітничо-селянської Червоної армії Китаю і Народно-визвольної армії Китаю, генерал НВАК (*1906)
7 листопада — Ганс Бауманн, німецький поет, композитор, учитель початкової школи та націонал-соціалістичний діяч (*1914)
9 листопада — Біллі Кертіс, американський актор кіно та телебачення з карликовістю (*1909)
9 листопада — Джон Н. Мітчелл, генеральний прокурор США (*1913)
10 листопада — Бедреттін Демірель, турецький військовий (*1917)
10 листопада — Жауме Міравітлес і Наварра, каталонський політик і письменник (*1906)
11 листопада — Ян Гімільсбах, польський актор, письменник і сценарист (*1931)
12 листопада — Яніка Балаж, сербський гравець на тамбурі (*1925)
12 листопада — Франко Анджелі, італійський художник (*1935)
12 листопада — Шінпей Кусано, японський поет (*1903)
12 листопада — Ю Чжи Гван, корейський злочинець (*1927)
13 листопада — Антал Дораті, угорський та американський диригент і композитор (*1906)
13 листопада — Чень Сіньань, тайванський політик (*1911)
14 листопада — Мікі Такео, прем'єр-міністр Японії (1974—1976) (*1907)
15 листопада — Олена Вітер (Йосифа), українська релігійна діячка, мати-ігуменя, праведниця народів світу (*1904)
15 листопада — Бонні Голідей, американська порноакторка (*1952)
15 листопада — Ма Тяньшуй, політик Китайської Народної Республіки (*1910)
15 листопада — Юн Гек Йон, корейський композитор і письменник для дітей (*1903)
17 листопада — Джйотірмаї Деві, індійська письменниця бенгальською мовою (*1894/1896)
19 листопада — Христина Онассіс, грецька підприємиця та світська левиця (*1950)
19 листопада — Велько Мандич, югославський чорногорський актор (*1924)
19 листопада — Мірза Хамедулла Бег, головний суддя Індії з 1977 по 1978 р. (*1913)
19 листопада — Хамідур Рахман, бангладешський художник (*1928)
22 листопада — Еріх Фрід, австрійський поет єврейського походження (*1921)
22 листопада — Луїс Барраґан, мексиканський архітектор та інженер (*1902)
22 листопада — Раймонд Дарт, австралійський анатом і антрополог (*1893)
22 листопада — Ахмет Нусрет Туна, турецький політик (*1916)
23 листопада — Казем Самі, іранський політик (*1935)
24 листопада — Гізела Перл, єврейська гінекологиня, яка пережила Голокост і робила аборти в концтаборі Аушвіц (*1907)
26 листопада — Мухаммед бін Абдулазіз Аль Сауд, наслідний принц Саудівської Аравії (*1910)
26 листопада — Тауфік Аль-Дакен, єгипетський актор (*1923)
27 листопада — Джон Керрадайн, американський актор (*1906)
27 листопада — Йоганнес Хендрікус Доннер, нідерландський шаховий гросмейстер і письменник (*1927)
27 листопада — Хассан Санусі, індонезійський актор, юрист і письменник (*1918)
28 листопада — Драгутин Добричанин, югославський сербський актор і драматург (*1922)
28 листопада — Шараві Джума, єгипетський військовий і політик (*1920)
29 листопада — Нільс Беєрут, шведський психіатр та криміналіст, автор терміна «стокгольмський синдром» (*1921)
30 листопада — Александар Дероко, сербський архітектор (*1894)
30 листопада — Маргарет Мі, британська художниця ботанічної ілюстрації (*1909)
30 листопада — Абдул-Басит Абдус-Самад, єгипетський читач та знавець Корану (*1927)
30 листопада — Амірам Нір, ізраїльський військовий, журналіст, радник прем'єр-міністра з питань міжнародного тероризму (*1950)
30 листопада — Панноніка де Кенігсвартер, покровителька джазу та письменниця британського походження, член родини Ротшильдів (*1913)

## Грудень

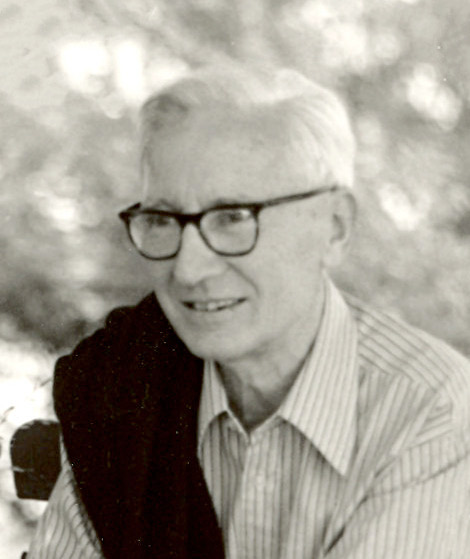
Ніколас Тінберген
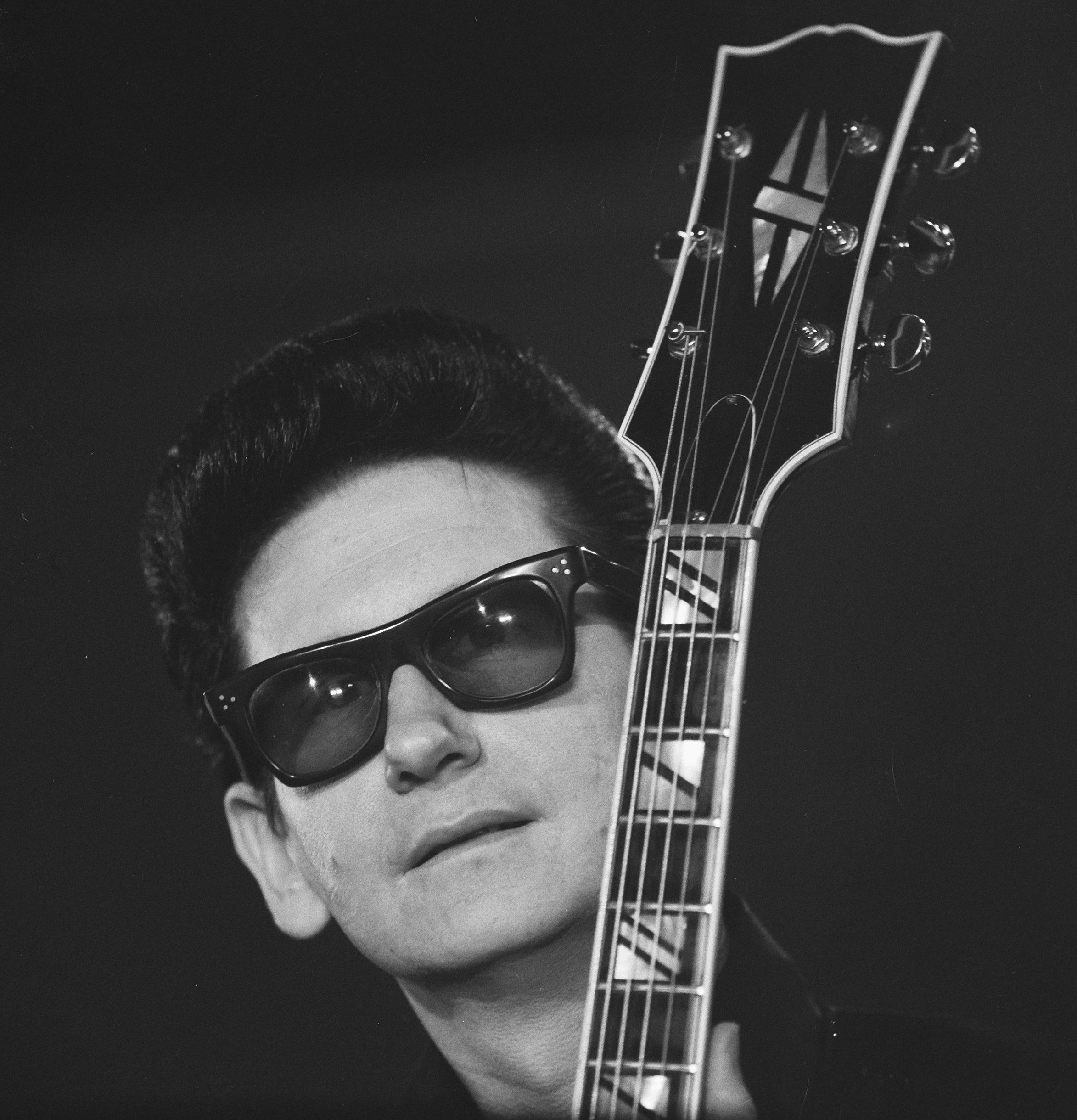
Рой Орбісон

1 грудня — Альтер Мойше Голдман, польський єврейський емігрант, який став борцем французького опору (*1909)
1 грудня — Гісле Страуме, норвезький актор (*1917)
1 грудня — Дж. Вернон Макгі, американський пресвітеріанський священик, пастор, богослов і радіоведучий (*1904)
1 грудня — Ларіонов Віктор Олександрович, учасник обох світових воєн і Громадянської війни в Росії, діяч Білого руху, російський націоналіст, першопохідник, галліполієць (*1897)
2 грудня — Тата Джакобетті, італійський співак, контрабасист, автор пісень (*1922)
2 грудня — Хьон Сок Хо, корейський чиновник під час японського колоніального періоду, дипломат і політичний діяч Республіки Корея (*1907)
3 грудня — Джангал Сантал, індійський революціонер, засновник руху наксалітів (*1925/26)
4 грудня — Маківчук Федір Юрійович, український радянський письменник (сатирик і гуморист), журналіст (*1912)
4 грудня — Абдул Хай Машрекі, бенгальський народний письменник і поет (*1909)
4 грудня — Альберто Урія, уругвайський гонщик Формули-1 (*1924)
4 грудня — Ґоран фон Оттер, шведський барон і дипломат (*1907)
4 грудня — Девід Тренч, губернатор Гонконгу з 1964 до 1971 року (*1915)
5 грудня — Теодор Парницький, польський письменник (*1908)
5 грудня — Ейнар Форсет, шведський художник, ілюстратор, дизайнер і професор (*1892)
6 грудня — Рой Орбісон, американський співак, автор пісень і гітарист (*1936)
7 грудня — Крістофер Коннеллі, американський актор (*1941)
7 грудня — Людвік Пак, польський актор (*1930)
8 грудня — Єршов Андрій Петрович, радянський програміст і математик (*1931)
8 грудня — Анджей Коверський, агент британської секретної служби SOE, солдат Війська Польського (*1912)
8 грудня — Уланфу, політичний діяч Комуністичної партії Китаю, генерал-засновник Китайської народно-визвольної армії (*1906)
9 грудня — Хоанг Тхі Тхе, в'єтнамська кіноакторка (*1901)
10 грудня — Кім Ік Рьол, південнокорейський військовик, письменник (*1919)
10 грудня — Марі Шемеш, угорська акторка (*1932)
10 грудня — Річард С. Кастеллано, американський актор (*1933)
11 грудня — Карі Кайрамо, фінський дипломований інженер, генеральний директор Nokia (*1932)
12 грудня — Дуонг Біч Лієн, в'єтнамський художник (*1924)
12 грудня — Ентоні Провенцано, американський мафіозі у злочинній сім'ї Дженовезе (*1917)
12 грудня — Зекі Фаїк Ізер, турецький художник (*1905)
12 грудня — Рудольф Шюндлер, німецький актор і режисер (*1906)
13 грудня — Решетников Федір Павлович, радянський художник (*1906)
13 грудня — Роберт Аркарт, британський воєначальник, учасник Другої світової війни, придушення Арабського повстання та війни в Малаї (*1901)
13 грудня — Браян Сінклер, британський ветеринарний хірург (*1915)
13 грудня — Марія Тереза Леон, іспанська письменниця (*1903)
13 грудня — Мухаммад Мангоендіпроджо, борець за незалежність Індонезії, військовик (*1905)
14 грудня — Сердюк Олександр Іванович, український актор театру та кіно (*1900)
15 грудня — Хюсейн Кутман, турецький актор (*1930)
16 грудня — Нгуєн Санг, в'єтнамський художник (*1923)
16 грудня — Рьохей Койсо, японський художник західного стилю (*1903)
16 грудня — Сильвестр, американський співак і автор пісень (*1947)
17 грудня — Гродзинський Андрій Михайлович, український радянський хімік, академік, доктор біологічних наук, професор (*1926)
18 грудня — Ніязі Беркес, турецький кіпрський соціолог і вчений (*1908)
21 грудня — Боб Стіл, американський актор (*1907)
21 грудня — Ніколас Тінберген, нідерладський етолог і орнітолог, лауреат Нобелівської премії з фізіології або медицини 1973 (*1907)
21 грудня — Богдан Чешко, польський письменник, сценарист і публіцист, депутат Сейму ПНР (*1923)
21 грудня — Венус Екстраваганца, американська трансгендерна жінка (*1965)
21 грудня — Федеріко Моура, аргентинський музикант, автор пісень, композитор, продюсер і дизайнер одягу (*1951)
22 грудня — Іван Болдісар, угорський письменник, журналіст, політик (*1912)
22 грудня — Чіко Мендес, бразильський збирач каучуку, профспілковий лідер і еколог (*1944)
24 грудня — Ан Джин-Сен, борець за незалежність Південної Кореї, військовий, дипломат і політик (*1916)
24 грудня — Бланш Барроу, дружина старшого брата Клайда Барроу, відомого як Бак (*1911)
24 грудня — Джайнендра Кумар, індійський письменник (*1905)
25 грудня — Набіль Бадр, єгипетський актор (*1937)
25 грудня — Синтія Стоун, американська акторка (*1926)
25 грудня — Шохей Оока, японський прозаїк, критик, перекладач і дослідник французької літератури (*1909)
26 грудня — Герлуф Бідструп, данський комуністичний карикатурист, міжнародний громадський діяч (*1912)
26 грудня — Вангаветі Мохана Ранга, індійський політик (*1947)
26 грудня — Джон Лодер, британський кіноактор (*1898)
26 грудня — Тао Чжіюе, генерал-лейтенант Національної революційної армії Гоміндану та генерал Китайської народно-визвольної армії (*1892)
27 грудня — Гел Ешбі, американський кінематографіст, монтажер і режисер (*1929)
27 грудня — Козак Євген Теодорович, український композитор, диригент, педагог (*1907)
27 грудня — Джесс Оппенгеймер, американський радіо- та телевізійний сценарист, продюсер і режисер (*1913)
27 грудня — Реха Юрдакул, турецький актор, продюсер і сценарист (*1926)
27 грудня — Свамі Гамбхірананда, індійський санньясі та релігійний письменник (*1889 або 1899)
28 грудня — Іштван Сатмарі, угорський актор (*1925)
28 грудня — Карлфрід Граф Дюркгейм, німецький психотерапевт, письменник і вчитель дзен (*1896)
28 грудня — Лассе О'Монссон, шведський письменник, редактор і комік (*1931)
28 грудня — Пабло Сорозабаль, баскський композитор (*1897)
29 грудня — Майк Бойтлер, британський пілот Формули-1 (*1940)
29 грудня — У Саньлянь, тайванський політик і журналіст (*1899)
29 грудня — Чоудхурі Голам Акбар, бангладешський письменник (*1921)
30 грудня — Данієль Юлій Маркович, російський письменник (прозаїк, поет, перекладач), дисидент (*1925)
30 грудня — Ісаму Ногучі, американський художник, дизайнер меблів і ландшафтний архітектор (*1904)
30 грудня — Такео Фудзісава, японський бізнесмен (*1910)
30 грудня — Ян Баалсруд, командос норвезького руху опору (*1917)
31 грудня — Намик Кемаль Ерсун, турецький військовий (*1915)
31 грудня — Сеїд Ахмет Арвасі, турецький націоналістичний соціолог, мислитель, поет, педагог і письменник (*1932)
31 грудня — Яра Амарал, бразильська акторка (*1936)

## Місяць невідомий
1988 — Ізабель Інгрем, американська наставниця китайської імператриці-консорта Ваньжун, дружини Пуї (*1902)
1988 — Абдель Мохсен Файєк, офіцер єгипетської розвідки (*1920)
1988 — Фавзі Махсун, саудівський співак і композитор (*1950)
1988 — Мулай Алі Алауї, член правлячої в Марокко Алавітської династії (*1924)
1988 — Хамза Гюргюч, турецький військовик (*1913)
1988 — Ву Ланг, в'єтнамський генерал (*1921)
1988 — Еом Чан Рок, південнокорейський політик (*н/д)
1988 — Карам Алі Хавладар, борець за свободу у війні за незалежність Бангладеш (*н/д)
1988 — Анвара Хатун, бенгальська політикиня (*1919)
1988 — Владо Діяк Владо Діяк, югославський поет і автор пісень (*1925)
1988 — Джаміля Хашмі Джаміля Хашмі, пакистанська письменниця (*1934)
1988 — Тран Тхі Нхуонг Помилка Lua: too many expensive function calls., учасниця Серпневої революції 1945 року у В'єтнамі (*1896)